# 한국의 화강암

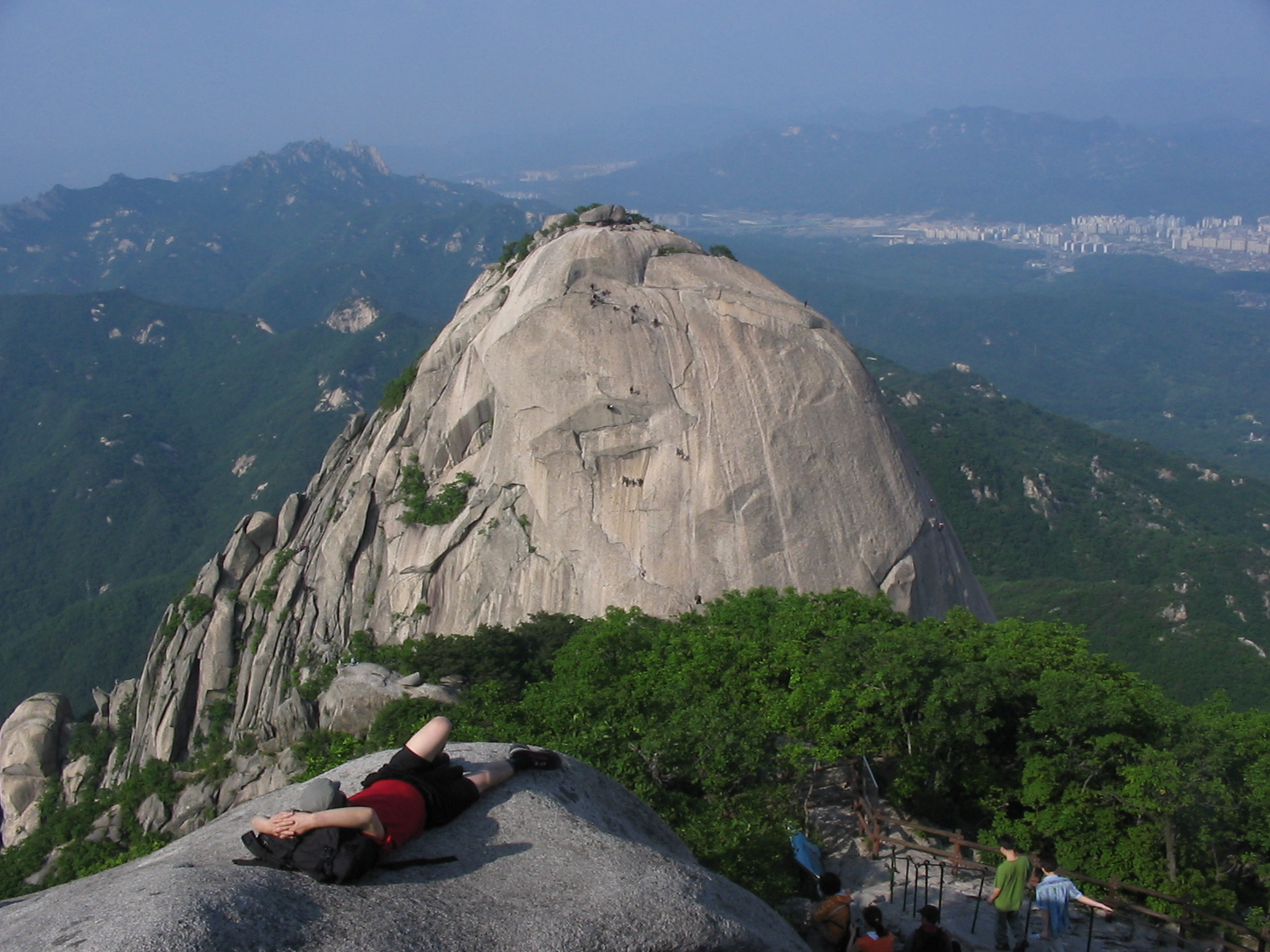
중생대 쥐라기 대보 화강암으로 구성된 북한산 인수봉

한국의 화강암은 한반도 내 분포하는 선캄브리아기, 고생대, 중생대, 신생대 모든 지질시대의 화강암 및 화강암 계열의 모든 암석―알칼리 화강암, 우백질 화강암, 화강섬록암, 석영몬조나이트 등―을 지칭한다. 한국에 분포하는 화강암은 대부분이 중생대 쥐라기에 형성된 대보 화강암이며, 한반도 남동부 경상 분지 내부에는 중생대 백악기에 관입한 불국사 화강암이 분포하고, 이외에 한반도 전역에 선캄브리아기 또는 신생대의 화강암이 소규모로 분포한다. 한국의 화강암은 북한산, 설악산, 속리산, 팔공산, 금정산과 같은 높은 산악 지형을 형성하기도 하지만, 양구군의 해안분지나 영주시, 김제시의 평야와 같은 차별 침식 지형을 형성하기도 한다. 한국의 화강암은 포천시의 포천석, 익산시의 황등석, 거창군의 거창석과 같은 화강암 석재의 공급원이 되며, 영월군의 상동광산, 음성군의 무극광산과 같은 스카른 광상과 금·은 등 지하자원의 모암(母巖)이 되기도 한다.

## 개요
한국에는 화강암이 전국적으로 분포하며 그중 상당수가 중생대 쥐라기 대보 조산운동과 백악기 불국사 조산운동 때 관입한 대보 화강암과 불국사 화강암이다. 화강암은 맑은 지하수의 수원이 되기 때문에 주변에 도시가 많이 발달하였다. 서울특별시, 부산광역시, 대구광역시, 전주시 등이 그 예가 될 수 있다. 화강암을 구성하는 광물들은 철과 마그네슘을 제외한 대부분의 금속원소를 잘 포함하지 않기 때문에 화강암체가 식고 나면, 남은 금속성분이 화강암체의 바깥에 집중되기 때문이다. 대한민국의 화강암은 대부분 중생대의 화강암이며 홍제사 화강암이나 임원 우백질 화강암과 같이 선캄브리아기의 것도 있다.

### 지질시대
한국 내 분포하는 화강암은 대부분 대보 화강암과 불국사 화강암으로 그 지질시대는 중생대 쥐라기와 백악기이다. 그 외에 다른 지질시대의 화강암은 소규모로 고립적으로 분포하는데, 강원특별자치도 삼척시 지역에는 선캄브리아기 임원 우백질 화강암이, 경상북도 봉화군 지역에는 선캄브리아기 홍제사 화강암이, 경기도 포천시 지역에는 선캄브리아기 덕령산 화강암이, 영덕군에는 트라이아스기 영덕 화강암이 있다. 울릉도에서 세계 최연소 화강암이 발견되었다는 보고가 있다.

### 대보 화강암
대보 화강암(Daebo Granite)은 중생대 쥐라기에 있었던 대규모 조산 운동인 대보 조산운동 시기에 관입한 화강암으로 한반도 경기 지괴/경기 육괴 및 옥천대 전라남도, 전북특별자치도, 충청남도, 경기도, 강원특별자치도 지역에 광범위하게 분포한다.

### 불국사 화강암
불국사 화강암(佛國寺 花崗巖, Bulguksa Granite)은 중생대 백악기에 있었던 불국사 조산운동 시기에 관입한 화강암이다. 경상북도 경주시 토함산에서 처음 발견되었으며 경상 분지 내부에 소규모로 분포한다. 백악기 불국사 화강암류의 분출 및 관입이 백악기 초(120 Ma)에 시작되어 제3기 초까지 단속적으로 진행되었고 이때 한반도와 일본 열도는 인접해 있었으며 마그마의 형성 심도는 180~260 km, 침강하는 해양 지각의 경사는 30°정도이다.

## 화강암과 인간 생활
한국의 화강암은 극단적으로 대조적인 지형을 보이는데, 북한산, 설악산, 월악산, 속리산, 팔공산과 같은 높고 험준한 산세를 형성하기도 하지만, 양구군의 해안분지와 같이 차별 침식을 받은 분지 지형을 보이기도 한다. 대보 조산운동, 불국사 조산운동과 같은 지각 변동이 일어날 때 마그마가 지각을 뚫고 올라오다가 지표로 분출하지 못하고 지하에서 그대로 굳어졌고, 이후 침식으로 화강암 상부의 암석이 제거되어 오늘날 화강암이 지표에 드러나게 되었다.

### 화강암산
기반암에 마그마가 관입한 후, 오랜 세월 동안 침식이 일어나 화강암 상부의 암석이 제거되어 화강암 부분만 높이 솟아올라 오늘날 북한산과 설악산 같은 높은 화강암 산이 만들어졌다. 화강암 산은 밝은 회색의 화강암 바위가 돌출되어 있고 경사면이 급격해 웅장하고 수려한 경관을 보여 흔히 관광지가 된다. 서울특별시 일대에 분포하는 화강암에는 북한산, 인왕산, 도봉산과 같은 화강암 산지가 발달하지만 그 양쪽에는 선캄브리아기 편마암이 저지대를 형성하고 이는 침식분지와 비교했을 때 기복이 역전되어 있다. 화강암은 압력이 높은 지하에 묻혀 있다가 상부 암석의 침식으로 하중이 사라져 지표에 드러나게 되면 내외부의 압력 차이로 팽창하게 되는데 이 과정에서 암석이 판상절리가 발달하게 된다. 이외에도 화강암의 풍화·침식 작용의 결과로 토르(tor), 너럭바위[盤石], 여울, 소, 포트홀(pot-hole), 폭포 등 지형경관을 형성한다.

### 침식분지

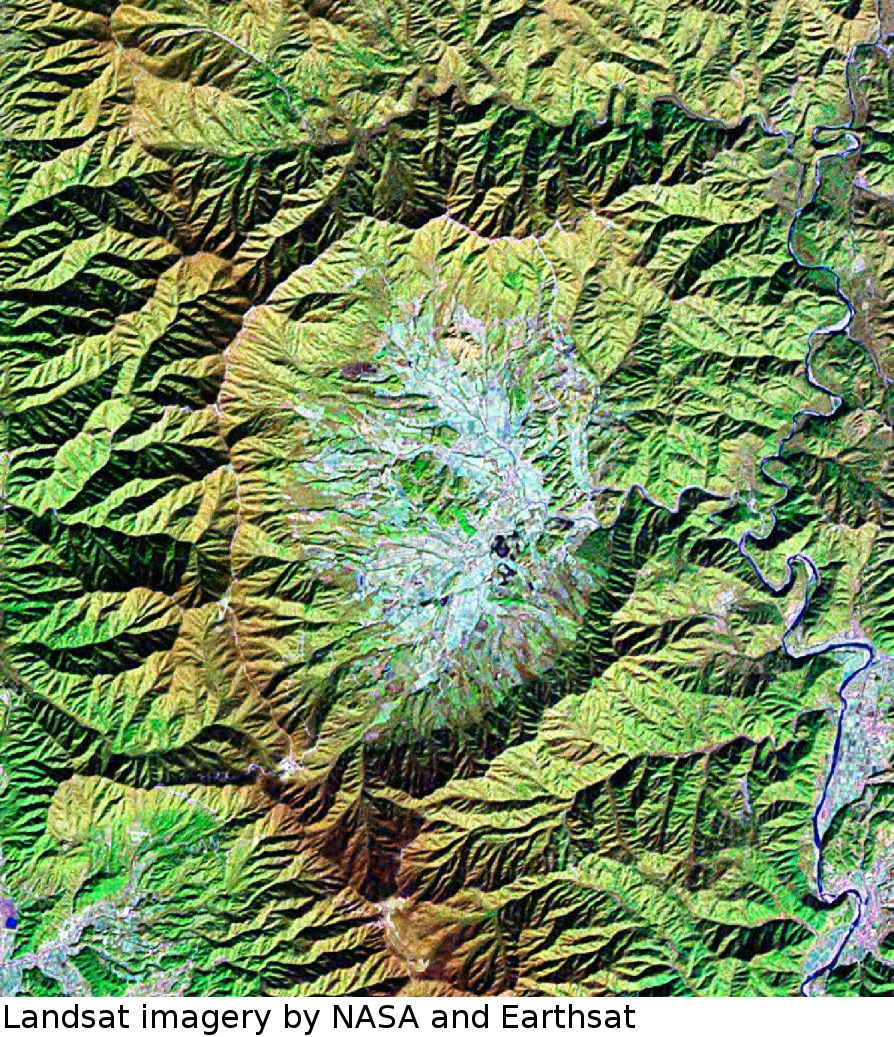
양구군의 해안분지

한반도는 오랜 기간 침식 작용을 받아 전국 곳곳에 침식분지(浸蝕盆地)가 형성되어 있으며 가장 대표적인 것은 강원특별자치도 양구군의 해안분지이다. 침식분지는 대체로 주변 산지가 풍화·침식에 강한 변성암이나 퇴적암이고 기반암에 관입한 화강암이 지표에 드러나는 과정에서 차별 침식으로 침식을 더 많이 받아 분지 지형을 형성하는 것이다. 해안분지는 전형적인 화강암 침식분지로 고원생대 편마암류를 관입한 쥐라기 화강암이 주변 암석에 비해 풍화에 약해 더 빨리 침식되어 분지가 형성된 차별 침식에 의한 현상이다. 땅 한 부분의 침식이 다른 부분과 크게 구분되는 차별 침식을 겪었는데, 이는 좌우에서 압력을 받는 습곡 현상으로 분지의 형태를 띠게 되었기 때문이다. 이는 해안분지에서 발견되는 암석층의 형태로 알 수 있는데, 해안분지의 암석층은 티그마와 작고 미세한 흠이 있어 이를 통해 좌우로부터의 압력에 의해 해안분지가 형성되었다는 걸 알 수 있다. 따라서, 해안분지는 티그마 습곡의 영향을 받았다. 이렇게 이 분지는 움푹 꺼져 있는 모양을 하게 되었다. 다만 모든 침식분지가 화강암의 차별 침식에 의해 형성된 것은 아닌데 대구광역시는 산지(팔공산)가 화강암이고 평지가 퇴적암(경상 누층군)이며 구례군 산동면은 산지와 평지가 모두 편마암, 원주시는 산지와 평지가 모두 화강암이다.

### 건축 자재
화강암은 예로부터 사찰의 불상과 석탑, 석등, 석물 등의 건축 자재로 사용되어 왔다. 대표적으로 수원 화성은 숙지산 화성 채석장 등지에서 화강암을 채석하여 건설하였다. 화강암에서 기원한 모래는 골재의 주 성분으로, 과거 서울을 개발할 때 한강에 있는 모래를 골재로 사용했다. 경주시의 불국사 화강암은 불국사, 석굴암 등의 석조 조형물의 재료로 사용되었다. 대자율(magnetic susceptibility) 측정 결과 불국사와 석굴암 석물은 토함산 및 남산의 화강암에서 채취된 것으로 추정된다.

### 산사태
연천군·철원군 지역에서의 분석 결과 화강암 지역의 산사태 빈도가 변성암 지역보다 4.7배, 화산암 지역보다 2.7배 높은 것으로 드러났다. 이는 화강암의 풍화 정도가 상대적으로 높고 침식 토양과 암설이 붕적토(崩積土)를 형성하여, 강우 시 투수성이 높고 전단 응력이 낮아져 산사태를 일으키는 것으로 해석된다. 그러나 화강암 지역은 노두가 거의 없어 주로 소규모의 산사태가 발생한다.

### 지하자원
화강암 주변에는 영월군의 상동광산과 같이 스카른 광상이 발달하기도 한다. 경산시의 석영몬조나이트에는 경산 코발트광산 학살 사건이 일어난 보국 코발트 광산이 있다.

### 지하수와광천수
화강암은 지하수와 광천수(약수)의 맑은 수질에 기여한다. 먹는샘물은 지하수나 용천수를 가공한 물을 일컫는 대한민국의 법령상 표현이다. 먹는샘물은 1980년대 개발이 시작되어 1995년 먹는물 관리법이 시행된 후 먹는샘물을 제조하는 업체가 결정질암의 심부 지하수를 개발하여 판매하고 있다. 현재 해태htb(주) 평창공장 등 먹는샘물 제조업체가 화강암 분포 지역에 취수공을 뚫어 지하수를 채취하여 생수로 판매하고 있다. 먹는샘물은 수질 기준을 엄격히 준수해야 하나 제조업체의 기준 위반으로 행정처분을 받는 경우도 있다. 광천수의 경우 지방자치단체 단위로 수질 검사를 실시한다.
대보 화강암과 불국사 화강암 지역에서 채취한 먹는샘물을 조사한 결과 두 화강암에서 나온 지하수는 수리화학적으로 유사하지만 수소이온농도(pH), 전기 전도도, 경도(硬度) 및 양이온과 음이온의 함량은 대보 화강암 쪽의 지하수가 더 높게 나타났다. 화강암 지역 지하수는 평균적으로 칼슘(Ca)의 함량이 가장 높은데 이는 사장석의 용해 작용에 기인한다.
지하수에는 흔히 미네랄(무기질)이 함유되어 있다. 경상북도 지역 지하수를 조사한 결과 질산성질소 농도는 쥐라기 화강암이 분포하는 영주시(6.5 mg/L), 김천시 조마면(6.0 mg/L), 봉화군(4.35 mg/L)에서, 우라늄 농도는 쥐라기 화강암이 분포하는 영주시 부석면(0.0457 mg/L)과 백악기 화강암이 분포하는 상주시(0.0016 mg/L) 지역에서 높게 나왔다.
| 약수터 이름 제조업체명                  | 위치 도로명주소 / 지번                                          | 지표 지질                                                      | 취수공 개                               | 취수량 일/톤                            | 등록 생산제품명                         | 비고                                          | 관련 문서                               |                                         |                                         |
| 수도권 (서울특별시, 인천광역시, 경기도) | 수도권 (서울특별시, 인천광역시, 경기도)                         | 수도권 (서울특별시, 인천광역시, 경기도)                        | 수도권 (서울특별시, 인천광역시, 경기도) | 수도권 (서울특별시, 인천광역시, 경기도) | 수도권 (서울특별시, 인천광역시, 경기도) | 수도권 (서울특별시, 인천광역시, 경기도)       | 수도권 (서울특별시, 인천광역시, 경기도) | 수도권 (서울특별시, 인천광역시, 경기도) | 수도권 (서울특별시, 인천광역시, 경기도) |
| --------------------------------------- | --------------------------------------------------------------- | -------------------------------------------------------------- | --------------------------------------- | --------------------------------------- | --------------------------------------- | --------------------------------------------- | --------------------------------------- | --------------------------------------- | --------------------------------------- |
|                                         |                                                                 |                                                                |                                         |                                         |                                         |                                               |                                         |                                         |                                         |
| 건지산약수터                            | 양평군 양동면 양동로 1462-1 남측 / 양평군 양동면 석곡리 산 20-1 | 중생대 쥐라기 흑운모 화강암                                    | -                                       |                                         |                                         |                                               | 양평군의 지질                           |                                         |                                         |
| 강원특별자치도                          |                                                                 |                                                                |                                         |                                         |                                         |                                               |                                         |                                         |                                         |
|                                         |                                                                 |                                                                |                                         |                                         |                                         |                                               |                                         |                                         |                                         |
| 갈천약수                                | 양양군 서면 구룡령로 1103-66 / 양양군 서면 갈천리 104           | 중생대 쥐라기 흑운모 화강암                                    | -                                       |                                         |                                         |                                               | 갈천약수, 양양군의 지질                 |                                         |                                         |
| 오색약수                                | 양양군 서면 약수길 45 / 양양군 서면 오색리 산 1-20              | 중생대 백악기 설악산 화강암, 쥐라기 대보 화강암 오색 화강암    |                                         |                                         |                                         |                                               | 오색약수, 양양군의 지질                 |                                         |                                         |
| 코리워터스                              | 원주시 귀래면 북원로 875 / 원주시 귀래면 귀래리 49-2            | 중생대 쥐라기 대보 화강암 거정질 흑운모 화강암                 | 1                                       | 155                                     | 코리워터                                | '24년 브롬산염 검출                           | 원주시의 지질                           |                                         |                                         |
| (주)설악생수                            | 인제군 북면 고원통로 333 / 인제군 북면 원통리 48-2              | 중생대 쥐라기 대보 화강암 선캄브리아기 경기변성암복합체 편마암 | 1                                       | 263                                     | 설악산 청정 암반수                      |                                               | 인제군의 지질                           |                                         |                                         |
| 필례약수                                | 인제군 인제읍 필례약수길 21 / 인제군 인제읍 귀둔리 1053-1       | 중생대 백악기 설악산 화강암 쥐라기 대보 화강암 화강섬록암      |                                         |                                         |                                         |                                               | 필례약수, 인제군의 지질                 |                                         |                                         |
| 해태htb(주) 철원공장                    | 철원군 근남면 하문수동길 93 / 철원군 근남면 육단리 478          | 중생대 쥐라기 대보 화강암 반상 흑운모 화강암                   | 4                                       | 731                                     | 휘오다이아몬드                          | 코카콜라 컴퍼니 OEM                           | 철원군의 지질                           |                                         |                                         |
| 추곡약수                                | 춘천시 북산면 추곡리                                            | 중생대 백악기 세립질 화강암                                    |                                         |                                         |                                         |                                               | 춘천시의 지질                           |                                         |                                         |
| 해태htb(주) 평창공장                    | 평창군 봉평면 진조길 227-35 / 평창군 봉평면 진조리 산 139       | 중생대 쥐라기 대보 화강암 각섬석흑운모화강섬록암               | 7                                       | 982                                     | 강원 평창수                             | 강원 평창수의 상표권은 코카콜라 컴퍼니로 이전 | 평창군의 지질, 해태htb                  |                                         |                                         |
| 방아다리약수                            | 평창군 진부면 방아다리로 1011-26 / 평창군 진부면 척천리 489-2   | 중생대 쥐라기 대보 화강암 흑운모 화강암                        |                                         |                                         |                                         |                                               | 방아다리약수, 평창군의 지질             |                                         |                                         |
| 강원샘물(주)                            | 횡성군 청일면 청정로 1782 / 횡성군 청일면 속실리 423-1          | 중생대 백악기 중립질 흑운모 화강암                             | 1                                       | 100                                     | 청정강원샘물                            |                                               | 평창군의 지질                           |                                         |                                         |
| (주)태백산수음료                        | 홍천군 화촌면 굴운로 471 / 홍천군 화촌면 굴운리 155             | 중생대 쥐라기 대보 화강암 반상 화강암                          | 2                                       | 215                                     | 약산                                    |                                               | 홍천군의 지질                           |                                         |                                         |
| 오대산샘물 횡성공장                     | 횡성군 청일면 속실길 399 / 횡성군 청일면 속실리 154-1           | 중생대 백악기 안산암, 흑운모 화강암                            | 3                                       | 422                                     | 오대산샘물                              |                                               | 횡성군의 지질                           |                                         |                                         |
| 충청북도                                |                                                                 |                                                                |                                         |                                         |                                         |                                               |                                         |                                         |                                         |
|                                         |                                                                 |                                                                |                                         |                                         |                                         |                                               |                                         |                                         |                                         |
| 초정약수                                | 청주시 청원구 내수읍 초정리 109-1                               | 중생대 쥐라기 대보 화강암 반상 화강암                          |                                         |                                         | 초정탄산수                              |                                               | 초정약수, 청주시의 지질                 |                                         |                                         |
| 대전광역시·세종특별자치시               |                                                                 |                                                                |                                         |                                         |                                         |                                               |                                         |                                         |                                         |
|                                         |                                                                 |                                                                |                                         |                                         |                                         |                                               |                                         |                                         |                                         |
| 명암약수                                | 청주시 상당구 명암동 산 21-13                                   | 중생대 쥐라기 대보 화강암 청주 화강암                          |                                         |                                         |                                         |                                               |                                         |                                         |                                         |
| 전의초수                                | 세종특별자치시 전의면 관정리 147, 148                           | 중생대 쥐라기 흑운모 화강암 선캄브리아기 호상 흑운모 편마암    |                                         |                                         |                                         |                                               | 전의초수, 세종특별자치시의 지질         |                                         |                                         |
| 충청남도                                |                                                                 |                                                                |                                         |                                         |                                         |                                               |                                         |                                         |                                         |
|                                         |                                                                 |                                                                |                                         |                                         |                                         |                                               |                                         |                                         |                                         |
| 경상북도·대구광역시                     |                                                                 |                                                                |                                         |                                         |                                         |                                               |                                         |                                         |                                         |
|                                         |                                                                 |                                                                |                                         |                                         |                                         |                                               |                                         |                                         |                                         |
| 다덕약수                                | 봉화군 봉성면 진의실길 4-1 / 봉화군 봉성면 우곡리 584-8         | 중생대 각섬석 화강암                                           |                                         |                                         |                                         |                                               | 봉화군의 지질                           |                                         |                                         |
| 달기약수                                | 청송군 청송읍 부곡리 300-6 / 청송군 청송읍 약수길 16            | 중생대 쥐라기 청송 화강암                                      |                                         |                                         |                                         |                                               | 청송군의 지질                           |                                         |                                         |
| 두내약수                                | 봉화군 춘양면 서벽리 1410-3 / 봉화군 춘양면 문수로 2160-3       | 중생대 쥐라기 춘양 화강암                                      |                                         |                                         |                                         |                                               | 봉화군의 지질                           |                                         |                                         |
| 조령샘터                                | 문경시 문경읍 상초리 산 42-55                                   | 중생대 백악기 흑운모 화강암                                    |                                         |                                         |                                         |                                               | 문경시의 지질                           |                                         |                                         |
| 부울경 (부산광역시·울산광역시·경상남도) |                                                                 |                                                                |                                         |                                         |                                         |                                               |                                         |                                         |                                         |
| (주)순정샘물                            | 김해시 상동면 장척로462번길 67-21 / 김해시 상동면 묵방리 132-2  | 중생대 백악기 불국사 화강암 각섬석 화강암                      |                                         |                                         |                                         | '24년 수질기준 초과                           | 김해시의 지질                           |                                         |                                         |
| 전북특별자치도                          |                                                                 |                                                                |                                         |                                         |                                         |                                               |                                         |                                         |                                         |
| (주)더조은워터                          | 남원시 주천면 장백산로 139 / 남원시 주천면 은송리 38            | 중생대 쥐라기 남원 화강암                                      |                                         |                                         |                                         | '24년 수질기준 초과, 영업정지 15일            | 남원시의 지질                           |                                         |                                         |
| 전라남도                                |                                                                 |                                                                |                                         |                                         |                                         |                                               |                                         |                                         |                                         |
|                                         |                                                                 |                                                                |                                         |                                         |                                         |                                               |                                         |                                         |                                         |

## 가평군
가평군 조종면~운악산 지역에는 화강암이 분포하며 포천시 지역으로 이어진다. 반상 화강암(斑狀 花崗巖)은 가평군 북서부 서리산(832 m)~축령산(837 m), 상면 행현리, 향사리, 태봉리, 조종면 대보리, 마일리, 신하리, 신상리 지역에 분포하는 화강암이다. 선캄브리아기 하부 호상편마암을 관입하였고 주요 구성 광물은 석영, 사장석, 미사장석, 정장석, 흑운모, 각섬석이며 녹니석, 인회석, 스핀, 저어콘이 수반된다. 마일리 질매재 부근에서 채취한 시료에 대해 SHIRMP U-Pb 저어콘 연대측정을 실시한 결과 237±1 Ma (트라이아스기 중기)로 확인되었다.
조종암

## 강릉시

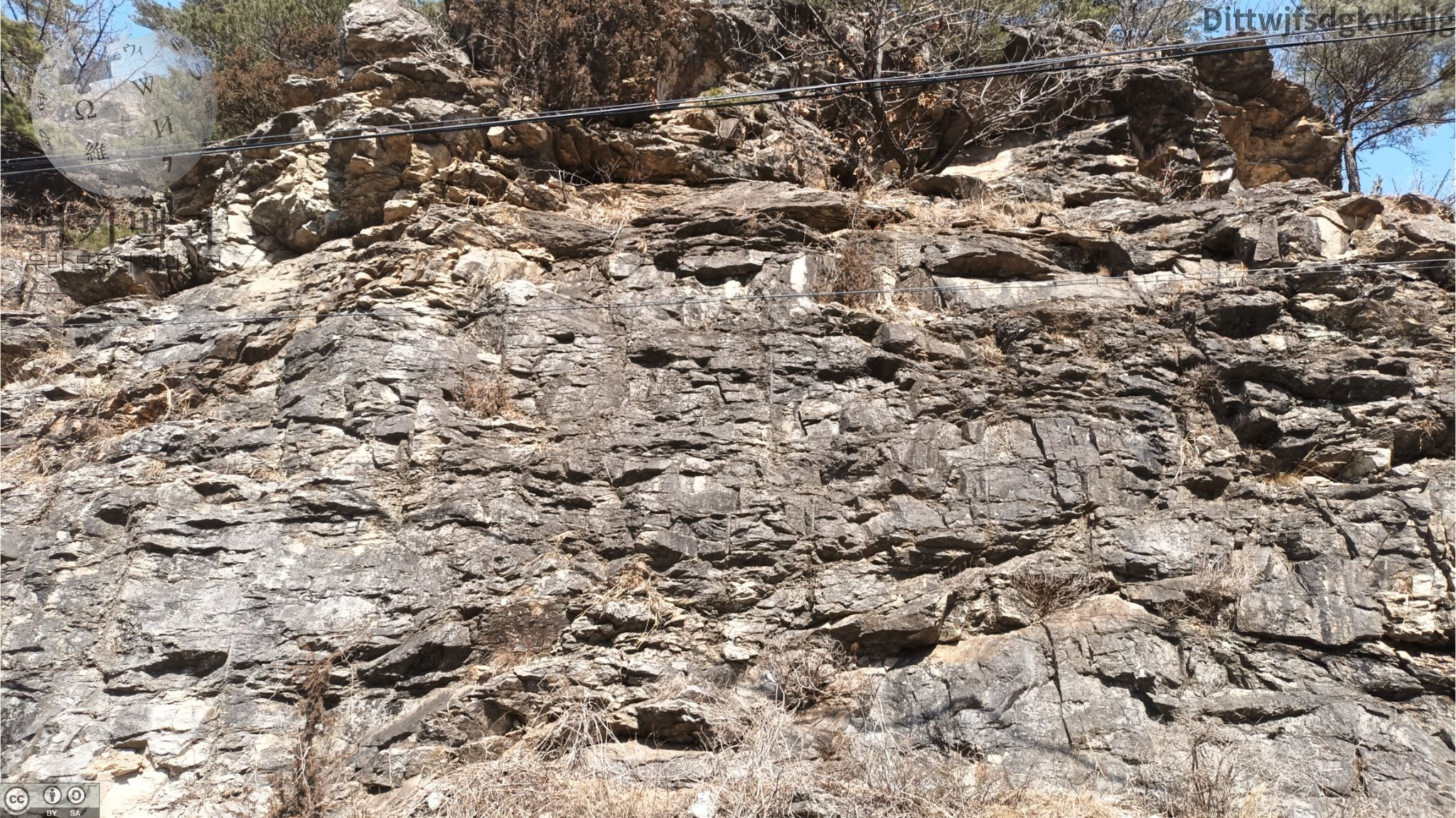
강릉시 옥계면 산계리의 편상화강암

강릉·주문진 지질도폭(2011)에서는 강릉시의 화성암을 관입 순서에 따라서 남항진섬록암, 각섬암, 흑운모화강암, 대관령화강암, 강릉화강암, 반상흑운모화강암, 주문진화강암으로 구분된다. 이들 화강암류는 강릉시 중, 북부와 남서부에 넓게 분포한다.

### 흑운모 화강암
흑운모 화강암은 중립질의 전형적인 흑운모 화강암으로 강릉 화강암의 북쪽과 남쪽에 서로 떨어져 동북동-서남서 방향으로 분포한다. 남쪽의 암체는 강릉 남대천 남쪽의 여찬리, 학산리, 박월동, 운산동, 월호평동 등에서 저지대를 형성하고 있는데, 이 지역은 남동쪽 산악 지대에서 나온 수계가 모여 강릉남대천으로 흐르는 지역으로, 강릉시에서 가장 넓은 경작지이며, 산악지역의 선상지 지역부터 해안 지역까지 넓은 평야지대를 형성한다. 풍화심도가 매우 깊으며, 특히 해발고도 약 80~90 m에서 흑운모 화강암 위에 고기하성층이 넓게 분포한다. SHRIMP 저어콘 U-Pb 연대 측정 결과는 176.3±1.2 Ma (쥐라기 전기 토아르시안)이다.

### 대광령 화강암

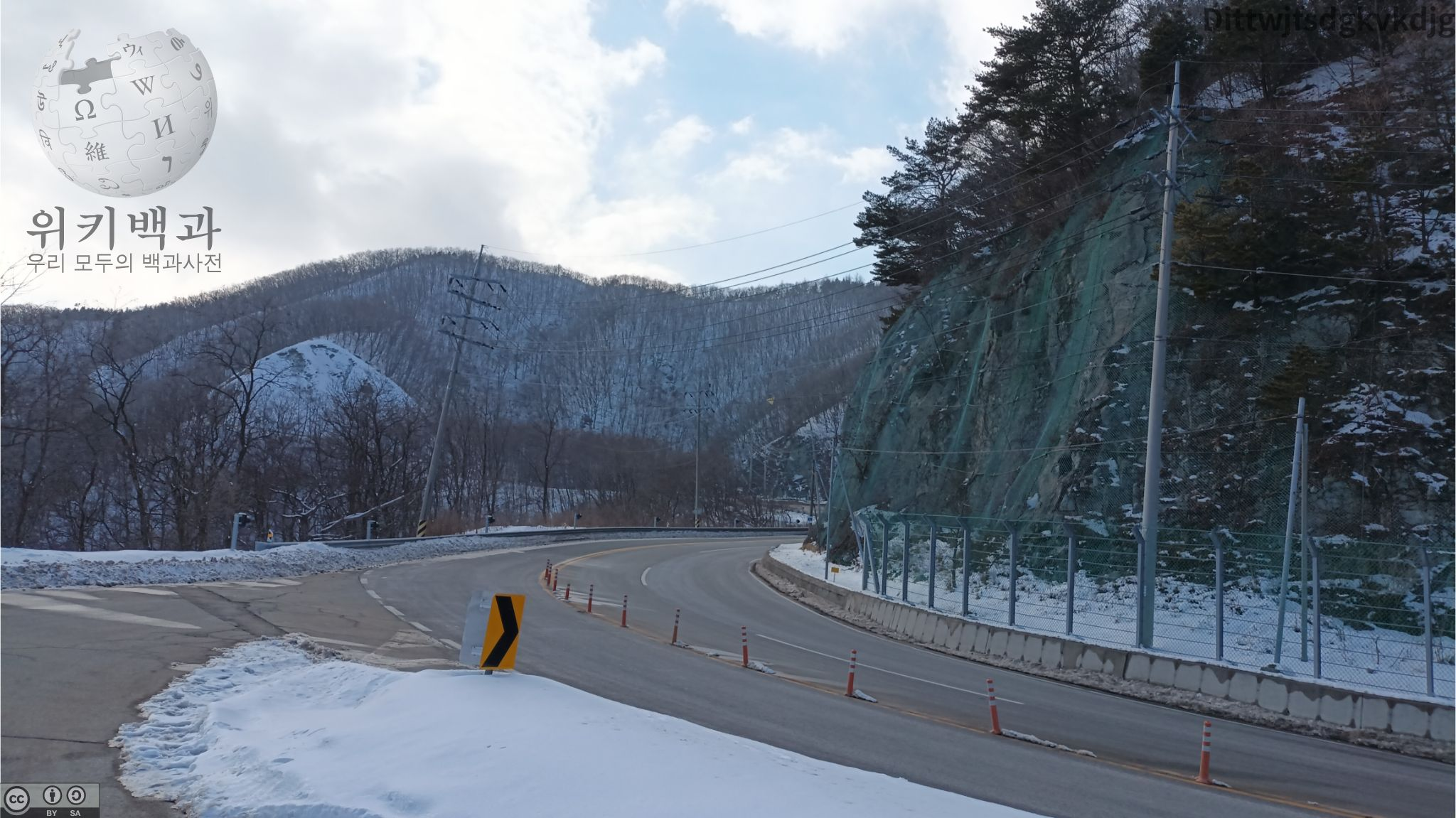
대관령 옛길과 그 옆에 드러난 화강암

대관령 화강암은 대관령과 능경봉을 중심으로 백두대간을 따라 분포하는 반정질 흑운모 화강암으로 북쪽으로는 강릉 화강암과 접하며, 동쪽으로는 평안 누층군과 접한다. 이 암석은 서쪽으로 대관령휴게소 부근까지 분포한다. 중·조립질의 흑운모 화강암이며 관입시기는 176.1±0.8 Ma (쥐라기 전기 토아르시안)으로 측정되었다.

### 강릉 화강암
강릉 화강암은 강릉시에서 가장 넓게 분포하는 조립질 각섬석 화강암이다. 강릉 지역에서 정원석으로 많이 사용되고, 강릉 시내에서 흔하게 볼 수 있다. 강릉 화강암은 강릉 남대천과 강릉 시내를 중심으로 넓게 분포하며, 북쪽으로 사천진항까지, 서쪽으로는 백두대간의 새봉-선자령 부근까지 분포한다. 강릉 화강암은 북쪽으로는 흑운모 화강암과, 남쪽으로는 흑운모 화강암 및 남항진 섬록암과 접하여 전체적으로 동북동 방향으로 길게 분포한다. SHRIMP zircon U-Pb 연대측정 결과는 약 174 Ma (쥐라기 중기 알레니안)이다. 강릉시 사천면 사천진리 2-102 사천진항 해수욕장 북쪽에 위치한 사천진 바위섬과 교문암은 화강암 풍화 지역으로 강릉 화강암에 수직, 수평 절리가 발달한 토르 지형이 관찰된다.

### 주문진 화강암
주문진 화강암은 강릉시 주문진읍과 사천면 일대에 분포하는 중·조립질의 복운모 화강암이다. 남부의 강릉화강암과 북부의 반상흑운모화강암 사이에 넓게 분포하며, 동해안에서 연곡천과 신리천을 따라서 서쪽의 오대산 국립공원 내로 연장된다. 석영, 사장석, 흑운모, 백운모 등으로 구성되며, 강릉시 내 타 화강암과 거의 동일 시기인 중기 쥬라기(약 172~176 Ma)에 관입하였다. 주문진읍 주문리 791-23에 위치한 소돌아들바위는 주문진 화강암에 해당하며 파도의 침식 작용에 의해 형성된 파식 지형을 관찰할 수 있다.

## 거제시·통영시

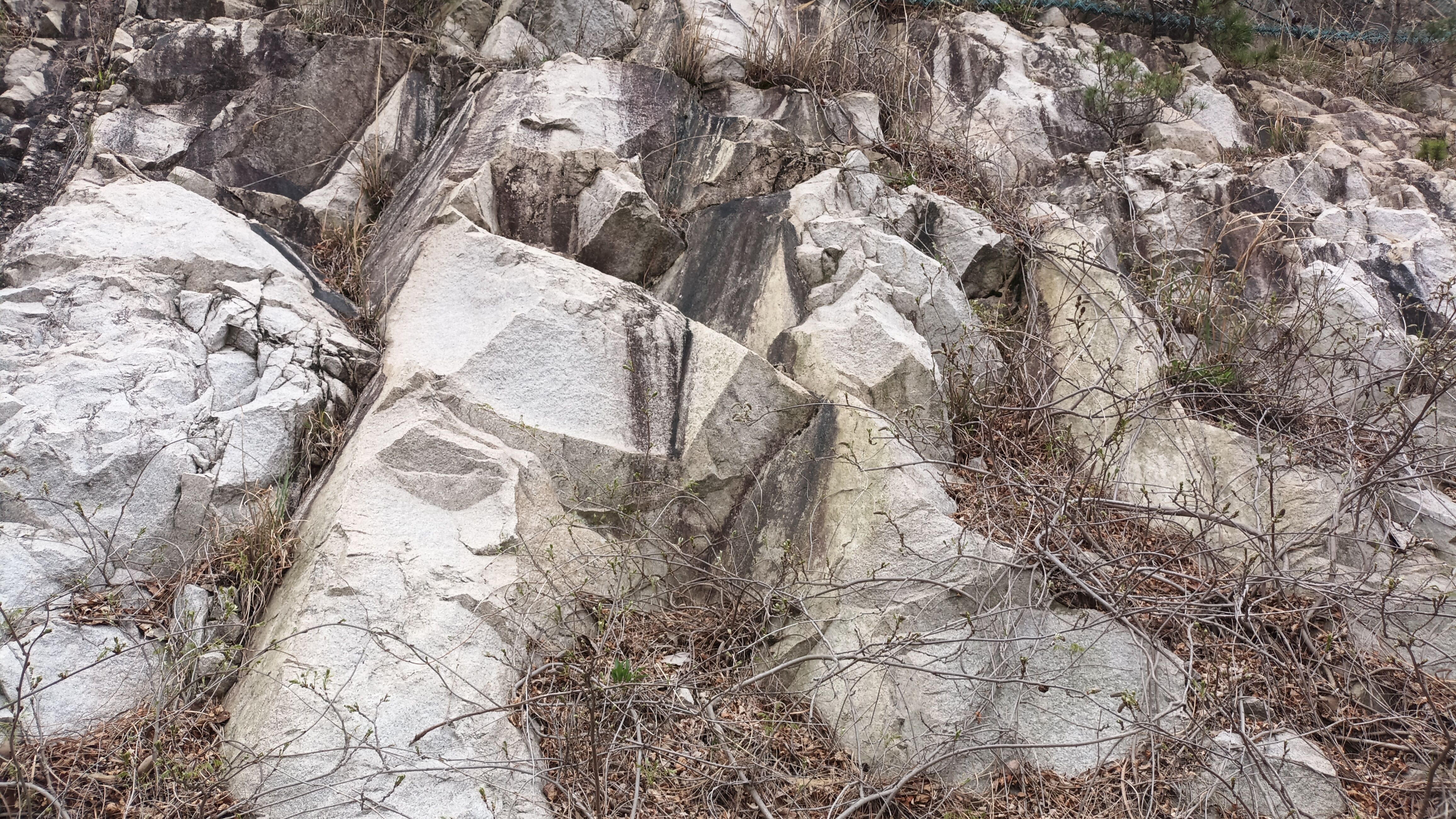
거제 화강암, 거제시 남부면 저구리 지방도 제1018호선 도로변

거제시 거제면과 일운면, 남부면 지역에는 백악기 후기의 화성 활동으로 형성된 화강암이 분포한다. 조태진과 김혁진(1995)은 거제 지역 화강암의 공학적 특성을 조사하고 거제도 남단의 화강암체는 비록 균열대가 존재하지만 암반 상태가 상당히 양호해 한일 해저 터널과 같은 대규모 지하시설도 용이하게 건설될 수 있을 것이라 기대하였다. 논문이 작성된 1995년은 한일 해저 터널이 논의되던 시기로 해당 논문에서도 "한일 해저터널 계획상 터널 입구부가 거제지역에 설정될 예정이다"라고 언급하고 있다. 거제시에 분포하는 화강암은 거제 화강암과 지세포 화강암으로 구분된다.

### 거제 화강암
거제 화강암(Geoje Granite)은 거제도 서부에 저반상으로 넓게 분포한다. 지세포 화강암과 직접 접촉하는 곳이 없으나 동일 마그마에서 기원한 암석으로 추정된다. 지역적으로 암질이 달라 흑운모 화강암, 각섬석 화강암, 석영몬조나이트, 미문상 화강암, 화강반암 등으로 구분된다.

### 지세포 화강암
지세포 화강암(知世浦 花崗巖, Jisepo Granite)은 거제도 장목면 시방리, 외포리, 덕포동, 능포동, 일운면의 동부 해안에 분포하며 거제 화강암과 달리 분포지 전반에 걸쳐 암질이 균질하다. 장승포 부근에서는 장승포 단층에 의해 안산암질 각력암과 단층으로 접하고 있다.

### 소매물도
소매물도와 부속도서인 등대섬는 전 지역이 화강암의 일종인 화강반암(Kgp)으로 구성되어 있다. 이 암석은 갈도 동부 및 소매물도 전 지역과 등가도에 분포하며 암주상의 형태를 가질 것으로 추정된다. 소매물도와 등가도에서는 아래 사진과 같이 수직절리를 잘 발달시킨다. 이 화강반암은 갈도에서 갈도 응회암을 관입하며 소매물도와 등가도에서는 다른 암석과 직접적인 관계를 보여주지 않지만 국도 안산암을 관입한 것으로 추정된다. 이 암석은 중립질 내지 세립질로서 유색광물의 함량이 적고 흔히 담홍색 알칼리장석이 풍부해서 담홍색을 띠지만 석영의 함량이 증가할수록 회백색을 띠며, 사장석과 석영들이 반정으로 나타난다.
소매물도의 화강반암(Kgp)
- 소매물도 전경
- 소매물도 열목개
- 등대섬에서 바라본 열목개와 소매물도의 화강반암
- 해식동굴
- 해식동굴 내부의 모습

## 거창군·합천군
거창군에는 중생대의 화강암이 특징적으로 매우 넓게 분포하여 거창 화강암이라 불린다. 거창 화강암 분포지는 소위 거창석(居昌石)이라 불리는 화강암 석재를 생산하며 이는 포천시의 포천석, 익산시의 황등석과 함께 국내 3대 화강암 석재 생산지이다. 거창 화강암은 밝은 회백색을 띠며 1~5 mm의 중립질 흑운모 화강암으로 반상 조직이 잘 나타나며 전체적으로 일정한 입도와 조직을 보인다. 거창 화강암은 화강석 산출지 전체가 하나의 저반형 화강암체이며 화강암을 형성한 마그마가 동일 기원이기 때문에 품질의 변화가 적다.
거창 화강암을 생산하는 채석장은 위천면~마리면 및 고제면~웅양면~주상면의 산악 지대에 위치한다. 거창 화강석은 거창군의 최대 산업으로 연간 매출 규모가 1,500억 원 정도로 군내 총생산의 약 25%를 차지한다. 거창 지역의 16개의 석산에서 매년 약 305만 톤의 석재를 채굴하며 국내 화강석 생산의 약 20%를 차지한다. 석재로 생산된 거창 화강암은 거창석 또는 거창화강석이라는 브랜드로 판매된다. 거창 지역에서 석재(石材)의 가격은 1재(材, 1 m3를 36재로 간주한다.)를 기준으로 하며 A급(판재)은 5,500원, B급(판재/경계석)은 5,000원, C급(경계석)은 4,500원 내외의 가격으로 판매된다.
거창 화강암은 석재 자원으로 이용되는 특수성으로 지질학자들에 의해 다양한 연구가 진행되었다. 서용석과 박덕원(2003)은 거창 화강암의 역학적 이방성에 대해 보고하였다. 최진범 등(2006)은 현미경 관찰과 X-선 분석을 통해 거창 화강암의 광물조성을 분석하였다. 좌용주 외(2007)는 중국산 화강암이 국내산으로 둔갑하여 판매되는 실정을 지적하며 중국산 및 타 지역 화강암과 구별될 수 있는 거창 화강암의 구성 광물과 조직, 모드 조성, 원소 함량, 전암 대자율값 등 암석학적 특징과 품질을 조사하였다. 한미 등(2010)은 모드조성 분석을 통해 지구화학적 특징을 연구하고 화강암을 형성한 마그마의 생성 환경이 대륙 또는 대륙 연변부에 해당한다고 결론 지었다. 노승재(2013)와 김명식(2015)은 거창 화강암을 대상으로 단위중량, 흡수율, P파 속도, S파 속도, 일축압축강도시험, 인장 강도, 영률, 푸아송 비, 점착력, 내부마찰각, 점하중강도지수 등 물리적 성질을 조사하였다. 강종희(2015)는 거창군 위천면 모동리에 위치한 모동석산 화강암(모동석)에 대한 암석학적 및 지구화학적 연구를 실시하였고 모동석이 화학적으로 안정되었으며 석재의 품질 및 내구성이 우수하다고 평가하였다. 홍세선 외(2015)는 거창 위천 지역 시추 탐사를 실시하여 지하에 있는 화강암의 가채 매장량을 산정하고 경제성을 평가하였다.
| 물리적 성질            | 노승재 (2013)         | 김명식 (2015) |
| ---------------------- | --------------------- | ------------- |
| 단위중량 (kN/m3)       |                       | 25.9          |
| 흡수율 (%)             |                       | 0.38          |
| P파 속도 (m/s)         | 2498~4698 (평균 3440) | 3408          |
| S파 속도 (m/s)         | 1495~3264 (평균 2248) | 2234          |
| 일축압축강도시험 (MPa) | 46~252                | 121           |
| 영률 (GPa)             | 16.6~69.4             | 44            |
| 푸아송 비              | 0.15~0.34             | 0.23          |
| 인장 강도 (MPa)        | 2.1~14.3              | 6.2           |
| 점착력 (MPa)           | 4.3~28.9              | 14            |
| 내부마찰각 (°)         |                       | 51.3          |
| 점하중강도지수 (MPa)   | 2.11~7.62             | 4.6           |

### 절대 연령
거창 지질도폭(1980)에서는 거창군에 분포하는 화강암(흑운모 화강암, 반상 화강암, 각섬석 화강암, 우백질 화강암, 반화강암)을 중생대 백악기의 암석으로 기재하였다. 거창 화강암의 절대연령에 대해, 김용준 외(1989)는 거창군 가북면에서 채취한 거창 각섬석 화강암의 각섬석 연령을 178±9 Ma(쥐라기 중기)로 보고하였다. 박영석 외(1993)는 276±33 Ma(페름기~트라이아스기)의 Rb-Sr 연대를 보고하였다.
박계헌 외(2006)는 거창군 마리면 사무소 북방 약 1 km 지점의 국도 제37호선 도로변의 노두(북위 35° 43′ 55″ 동경 127° 50′ 48″ / 북위 35.73194°  동경 127.84667° )와 북상면 창선리의 도로변 노두(북위 35° 46′ 15″ 동경 127° 48′ 36″ / 북위 35.77083°  동경 127.81000° )에서 표품을 채취하였다. 이 표품들은 조립질의 괴상 화강암이며 두 화강암에 대한 238U/206Pb 연대는 각각 198.4±2.5 Ma 및 194.6±2.6 Ma(쥐라기 전기 시네무리안)로 측정되었다.
최정윤(2013)은 거창군 가조면과 합천군 가야면 지역에서 야외조사를 실시하여 흑운모 화강암 5점, 각섬석 화강암 5점, 해인사 화강암 8점을 채취하여 SHRIMP U-Pb 저어콘 연대측정을 실시하였다. 거창군 내에서, 흑운모 화강암은 가북면 용산리(북위 35° 44′ 31″ 동경 127° 59′ 36″ / 북위 35.74194°  동경 127.99333° ) 지점, 해인사 화강암은 가북면 우혜리 어민마을 들어가는 강가에 나타나는 노두를 조사하였다. 연대측정 결과, 가조면의 흑운모 화강암은 89.77±0.4 Ma (백악기 후기 투르절), 가조면의 각섬석 화강암은 89.61±0.9 Ma (백악기 후기 투르절~코냑절), 남하면의 각섬석 화강암은 193.1±1.3 Ma (쥐라기 전기 시네무리안)으로 측정되었다.

### 흑운모 화강암
흑운모 화강암은 거창군 거창읍과 주상면, 웅양면, 가조면 일대에 넓게 분포하며 거대한 저반암체의 일부이다. 전체적으로 중~조립질의 흑운모 화강암으로 남쪽으로 갈수록 백운모가 많아지고 북쪽으로 갈수록 각섬석이 많아지는 양상을 보인다. 석영, 정장석, 사장석 미사장석, 흑운모와 소량의 각섬석으로 구성된다.

### 반상 화강암
반상 화강암은 거창군 위천면 거창 수승대관광지와 위천면 상천리 일부 지역에 분포한다. 중립질 암상에 장경 2 cm의 반정을 가지며 상부로 갈수록 반정의 함량과 크기가 커지고 흑운모의 함유량도 많아진다. 현미경 하에서 석영, 사장석, 소량의 정장석 및 흑운모로 구성되며, 정장석은 고령석화되어 있다.
거창 수승대의 화강암

### 각섬석 화강암
각섬석 화강암은 거창군 가북면 해평리~금귀산(838 m)~남하면 양항리 일대에 대략 남~북 방향으로 분포하는 화강암으로 선캄브리아기 암석을 관입하였고 남하면 양항리에서 흑운모 편마암을 포획체로 가지며 우백질 화강암과 반화강암에 의해 관입당했다. 일반적으로 중~조립질로 각섬석을 많이 함유하며 이외에 석영, 정장석, 미사장석, 사장석, 흑운모, 고령토, 녹니석, 견운모 등으로 구성된다.

### 우백질 화강암
우백질 화강암은 거창군 가북면 중촌리와 마리면 율리 북동부 일부 지역에 암주 형태로 소규모 분포한다. 중촌리의 우백질 화강암은 각섬석 화강암까지 관입하였다. 우백질 화강암은 세립질이며 석영과 장석으로 구성되고 흑운모를 소량 함유한다.

### 반화강암
반화강암은 거창군 주상면과 가북면의 경계에 위치한 보해산(911 m) 일대에 분포하며 세립질에 괴상인 암석이다. 석영, 정장석, 사장석, 흑운모 및 소량의 각섬석으로 구성된다.

### 해인사 화강암
해인사 화강암은 합천군 해인사 홍류동계곡을 중심으로 북동-남서 방향으로 분포하는 화강암으로 거창군 내에서는 가북면 우혜리 지역에 분포한다. 구정 지질도폭(1970)에 의하면 조립 내지 중립질로서 화강암 구조 혹은 편마암 구조를 보인다. 분포지 전역에 걸쳐 자철석의 결정을 함유하며 가북면 오덕리 부근에서는 운모편암의 렌즈를 여러 곳에서 포획한다. 최정윤(2013)에 의하면 가북면 우혜리 부근 어민마을 들어가는 강가에 나타나는 해인사 화강암의 노두는 대부분 장석이고 석영은 소량이며 흑운모로 추정되는 크기 10 mm 정도의 검은 결정이 있다.

## 경산시

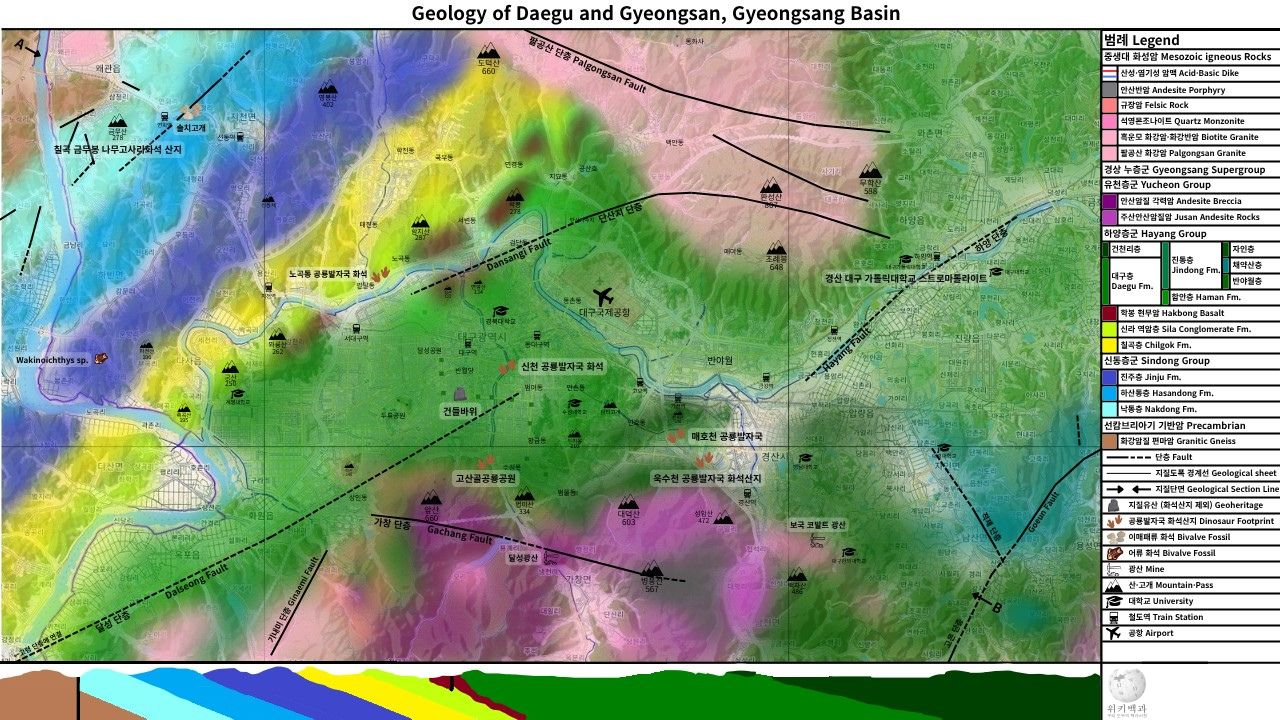
대구광역시의 지질, 경산시의 지질과 팔공산, 경산 보국 코발트 광산

### 석영몬조나이트
경산 화강암체 석영몬조니암(Quartz Monzonite)은 백자산(486.5 m) 북쪽 백천동, 인터불고경산 골프장, 점촌동 일대에 분포하고 있는 암주상(巖柱狀) 관입암이다. 본 암석은 자인층을 관입하여 일대를 처트화 시키고 있으며 함(含)코발트 석영맥을 주입시킨 운광암(雲鑛巖)이며 모암이다. 경산 코발트광산 학살 사건이 일어난 보국 코발트 광산도 이 암석에 포함된 코발트를 채굴하는 광산이다. 백자산 북측의 이 암석은 세립-중립질이며 유색 광물로 흑운모를 많이 함유하고 흔히 석영맥이 주입되어 있다. 주요 구성 암석은 정장석, 사장석, 석영이고 흑운모, 녹니석화된 운모류, 견운모, 고령토 등이 수반된다.

### 보국 코발트 광산
보국(報國) 코발트 광산은 경산시 평산동에 소재하며, 코발트 광상은 경상 누층군 건천리층을 천부 관입한 암주상의 미문상 화강암 내에 국한하여 배태된다. 1926년에 발견되어 1935년 경부터 중요 전략 자원으로서 일본군 직영으로 개발되었고 제2차 세계 대전의 종료와 함께 폐광되었다. 1950년 6·25 전쟁 도중 이 광산에서 경산 코발트광산 학살사건이 발생하였다. 이 광산에서는 석영몬조니암에 남-북, 북북동 및 북북서로 달리는 수직 광맥으로 평균 맥폭(脈幅)은 20~30 cm이다. 주요 광물로 방해석, 돌로마이트, 석영, 비철광(砒鐵鑛), 휘(輝)코발트광(cobaltite), 글로코도트(glaucodot; 황비철광의 일종), 섬아연석, 자황철광(磁黃鐵鑛), 휘수연석(輝水鉛石), 황동석, 황철석, 적철광(赤鐵鑛) 등이 있다. 가행 대상 광물은 코발트화(Co3(AsO4)8H2O) 및 함코발트 유비철석(硫砒鐵石, FeAsS2)이다. 개발 당시의 코발트 평균 품위는 0.5~1.0%이고 은이 10 g/t 내외로 산출되었다. Rb-Sr 절대연령 측정 결과, 화강암의 관입 및 이와 관련된 광화작용은 후기 백악기(85.98 Ma)에 형성된 것으로 추정된다.

보국 코발트 광산 내에는 2개의 수평갱도와 2개의 수직갱도가 있다. 과거 인근 지역 농민들이 갱도 내부의 물을 농수로 사용하기 위해 입구를 막아두었으나. 2001년 발굴에 의해 입구가 개방되었으며, 2006년 시멘트로 보강작업이 이루어졌다. 입구에서 100 m 지점까지는 일자형의 단일 갱도이고, 이후 구간은 Y자 형태로 갈라져 두 갱도로 나뉜다. Y자 형태로 갈라진 100 m 지점에서 우측 갱도로 약 40 m 지점에는 제1 수직갱도와 접한다.

## 경주시
경주시에 분포하는 불국사 화강암은 경상 누층군 대구층을 암주 형태로 관입한 각섬석 흑운모 화강섬록암, 흑운모 화강암, 알칼리(장석)화강암 3종류로 구분된다. 경주 남산 지역에 분포하는 알칼리(장석)화강암 또는 A-형 화강암은 플루오린 함량이 높아 알칼리(장석)화강암/A-형 화강암은 흑운모 화강암의 부분 용융과, 태평양판의 섭입대에서 유래한 플루오린이 풍부한 유체가 합쳐저 형성된 것으로 추정된다.
석굴암을 이루는 암석은 중립 내지 조립질의 괴상 화강섬록암으로 담회색 내지 우백색을 띠고 풍화면은 갈색을 띤다. 주요 구성 광물은 석영과 사장석이며 약간의 흑운모가 있다.
경주시의 화강암
- 불국사
- 경주 불국사 다보탑
- 경주 불국사 삼층석탑
- 석굴암
- 토함산
- 경주 남산
- 경주 남산 용장사지 마애여래좌상

## 금산군
충청남도 금산군에는 금산군 중부에 넓게 분포하는 중생대 쥐라기의 흑운모 화강암과 금산군 남서부 지역에 분포하는 중생대 백악기의 홍색장석화강암이 있다.

### 흑운모 화강암
쥐라기 흑운모 화강암은 추부면 남동부, 군북면, 금성면 (금산군), 제원면, 금산읍, 부리면 서부, 남일면 일대에 넓게 분포하는 화강암이다. 이 화강암의 차별 침식에 의해 금산군의 분지 지형이 형성되었다. 대전 지질도폭(1980)에 의하면 조립질의 석영, 장석 등이 있어 이 암석이 분포하는 지역에서 주로 강(江)모래로 된 사질 토양을 형성시켰다. 금산 지질도폭(1978)에 의하면 옥천 누층군을 관입하거나 포획체로 가지며 그 접촉부에서 가끔 각섬석을 함유한다. 구성 광물은 석영, 정장석, 사장석, 흑운모, 각섬석이다.

### 알칼리/홍색장석화강암
금산군 진산면 오항리와 금산군 남이면 구석리~남일면 신동리~진안군 주천면 지역에 분포하는 백악기 화강암은 금산 지질도폭(1978)에서 홍색장석화강암, 용담 지질도폭(1973)에서 알카리화강암으로 분류하였다. 금산군~진안군 지역의 화강암은 암주 형태로 주변 암석을 관입하였으며, 진산면 오항리 지역에서는 쥐라기 흑운모 화강암을 포획하였다. 홍색을 띠는 장석과 석영, 흑운모 등으로 구성된다.

## 남원시

### 남원 화강암
남원 화강암은 남원 지질도폭(1984)에서 처음 정의되었으며 대강 화강암 동측의 장수군 산서면, 남원시 덕과면, 보절면, 사매면, 대산면 동부, 주생면 동부, 송동면, 주천면, 이백면과 남원시내 지역에 저반 형태로 약 530 km2 면적에 걸쳐 분포하는 화강암이다. 남원 화강암은 엽리가 거의 없으며 남원 지질도폭(1984)에서는 남원 화강암을 반상 화강암, 복운모 화강암, 흑운모 화강암으로 구분하였다. 홍세선 외(2004)는 남원 화강암의 물리적 특성을 측정하였으며, 화강암의 공학적 특성이 광물의 함량비보다 입도(粒度)에 더 많은 영향을 받는 것으로 결론 지었다.
(주)더조은워터(도로명주소: 남원시 주천면 장백산로 139 / 지번: 남원시 주천면 은송리 38)는 남원 화강암이 분포하는 지역에서 먹는샘물을 채취하는 업체로, 2024년에 취수 5호정 샘물(원수)에서 수질기준을 초과하여 취수정지 1개월 처분을 받았다.
남원 화강암은 주변 암석에 비해 상대적으로 낮은 지형을 보이며 노두의 발달이 불량하나 남원시 어현동 춘향교 하부(북위 35° 24′ 13.8″ 동경 127° 23′ 06.3″ / 북위 35.403833°  동경 127.385083° )에서 남원 화강암과 화강암을 관입한 페그마타이트 및 암맥을 관찰할 수 있다. 
남원 화강암

### 대강 화강암
대강 화강암은 임실군 오수면 오수리에서 풍악산(606 m)과 문덕봉(599 m)을 지나 동악산(737 m) 지역까지 남-북 방향으로 분포하며 지형적으로 험준한 산지를 형성하고 엽리가 매우 잘 발달하여 외견상 편마암과 비슷할 정도이다. 변성퇴적암을 관입하였고 포획한다.

### 호남전단대
전주-순창-해남을 잇는 순창전단대(淳昌剪斷帶, Soonchang Shear Zone, SSZ)는 가장 규모가 크고 연장선이 긴 전단대로 전북특별자치도 진안군에서 해남군까지 200 km 연장되며 동쪽의 영남 육괴와 서쪽의 옥천대 사이의 주 경계로 간주된다.
전북특별자치도 남원시의 남원 화강암, 순창 화강암 및 대강 화강암은 호남전단대가 지나가는 지역에 있는 화강암인데 순창 화강암과 대강 화강암에는 호남전단대가 활동한 시기 전단 작용에 의해 변형된 것으로 추정되는 변형 엽리가 발달하나 남원 화강암은 그렇지 않아 세 화강암의 절대연령을 측정하면 호남전단대의 활동 시기를 아주 정밀하게 측정할 수 있어, 이 화강암들에 대한 연대 측정이 여러 차례 시도되었다.
조규환 외(1999)는 순창전단대 북부 전라남도 순창군, 남원시 지역 화강암에 대해 CHIME 모나자이트 연대 측정을 실시하고, 순창 화강암 179±2 Ma, 대강 화강암 178±2 Ma, 남원 화강암 173~190 Ma (쥐라기 전기~중기)의 연대를 구해 순창전단대가 쥐라기 중기에 발생했다고 하였다.
조희재 외(2013)는 남원 화강암과 순창 화강암에 대해 SHRIMP U-Pb 저어콘 연대측정을 실시하여, 남원 화강암 185.8±0.9 Ma (쥐라기 전기 플리엔스바치안), 순창 화강암 175.0±2.0 Ma (북부), 179.8±0.9 Ma (중부), 177.4±1.3 Ma (전체 평균)의 연대를 얻었다. 이로부터 순창 화강암에 변형을 가한 호남전단대의 활동은 175 Ma 이후에도 일어났던 것으로 보고하였다. 순창 화강암에는 강한 압쇄엽리가 발달하나, 남원 화강암은 엽리가 상대적으로 약하거나 없는데 이는 남원 화강암이 정치된 이후에 호남전단대가 활동했기 때문이 아니라 호남전단대가 남원 화강암의 주 분포지를 지나가지 않기 때문인 것으로 해석하였다.

## 남해군
남해군에는 각섬석-흑운모 화강암, 우백질 화강암 등이 경상 누층군을 관입해 있다. 남해 가천마을 다랑이 논이 있는 남면 흥현리 해안에서는 화강암 내에 암맥이 관입한 노두를 관찰할 수 있다.

### 각섬석-흑운모 화강암
남해-서상 지질도폭의 각섬석-흑운모 화강암은 남해군 설천면 덕신리~고현면 남치리, 삼봉산~망운산(784 m), 송등산 북부 지역에 암주 형태로 경상 누층군 진주층과 유천층군 안산암을 관입하여 분포하고 있으며 이들 암석을 열변성시켰다. 주로 조립 내지 중립질 암석으로 석영, 정장석, 사장석, 각섬석, 흑운모 등으로 구성되며 소량의 미사장석, 자철석, 저어콘으로 구성된다. 송등산 지역의 화강암은 안산암 한가운데를 관입하여 안산암을 분출시킨 화산의 화도(火道)를 관입한 것으로 추정된다.

### 우백색 화강암
우백색 화강암은 남해군 남면 임포리~장등산 일대에 분포하는 반화강질암으로 침식에 약하여 다른 암석과의 경계가 지형적으로 뚜렷히 나타난다. 유색 광물이 적어 우백색이고 세립질이며 석영, 사장석, 정장석, 녹색 각섬석, 갈색 흑운모로 구성되고 자철석을 포함한다.
남해 가천마을 다랑이 논이 있는 남면 흥현리 해안에는 우백색 화강암의 노두가 드러나 있으며, 이곳의 노두에는 위성 사진으로도 보일 정도로 매우 선명한 암맥을 관찰할 수 다. 이 해안은 남해 가천마을 다랑이 논 마을길을 통해 접근할 수 있다. 남해 가천마을 다랑이 논 마을에 있는 가천암수미륵바위는 우백색 화강암으로 구성된 암석으로, 현지 사람들은 미륵불이라 부른다. 암수바위는 원래 풍요와 다산을 기원하던 선돌[立石]로, 1751년 남해 현령(縣令) 조광진이 꿈에 나타난 노인의 계시를 받고 암수바위를 꺼내어 미륵불로 봉안하였다는 전설이 전해 내려온다. 오늘날에도 어민들은 바위가 발견된 음력 10월 15일에 이곳에서 제사를 지내며 뱃길의 안전을 기원한다.
남해군 남면 흥현리 해안의 우백색 화강암과 암맥
- 남해 가천 암수바위
- 남해 가천마을 다랑이 논 해안 (이하 동일)
- 암맥
- 암맥
- 암맥
- 암맥
- 암맥
- 암맥
- 암맥
- 암맥
- 암맥
- 암맥
- 암맥
- 암맥
- 암맥
- 남해 가천마을 다랑이 논 마을 내부 하천에 드러난 화강암과 암맥

### 알칼리 장석 화강암과금산
남해-서상 지질도폭의 알칼리 장석 화강암, 미조 지질도폭의 화강암은 남해군 이동면/상주면의 금산(錦山, 704 m)을 중심으로 상주면, 이동면 신전리, 삼동면 봉화리, 미조면 북서부 일대에 분포하는 화강암이다. 남해-서상 지질도폭에 의하면 주변 퇴적암과 화산암과의 경계가 뚜렷하고 유색 광물의 함량이 적은 중립 내지 조립질의 암석이며 작은 정동(晶洞)들이 발달한다. 정동 내에는 작은 결정의 수정들이 발달한다. 미조 지질도폭에 의하면 금산을 중심으로 암주 형태로 분포하고 담홍색을 띠고 흔히 미아롤리틱 정동을 가지는 것이 특징적이다. 이 정동은 크기가 1~3 cm 정도이고 그 안에 석영과 방해석 등이 성장해 있다.
금산은 다도해에서 유일한 큰 체적의 화강암 산임에도 불구하고 토산 성격이 강해 남해안에서 가장 큰 규모의 낙엽수 군락을 이루고 있다. 가을이면 마치 오색 자수판을 보는 듯하며 대규모의 낙엽수림이 화강암의 기암괴석과 어우러져 뛰어난 자연경관을 자아낸다.
남해군 금산 주변의 화강암
- 금산의 알칼리 장석 화강암
- 중생대 백악기 화강암, 남해군 삼동면 물건리 산 229-6 국도 제3호선 도로변

### 화강섬록암
화강섬록암은 남해군 삼동면 물건리 지역에 소규모 분포하며 회색을 띠고 세립질이며 중심부에서 간혹 중립질을 보이는 곳도 있다.

## 문경새재~월악산~사인암 (문경시북부·제천시남부·단양군남부)
단양군 대강면 사인암리의 단양 사인암과 단성면 대잠리의 하선암에서 도락산, 황정산, 문경시 동로면 서부, 운달산, 문경읍 북부, 월악산과 문경새재를 지나 이화령에 이르는 지역에는 중생대 백악기의 화강암이 광범위하게 분포하며 선캄브리아기 편마암, 조선 누층군과 평안 누층군, 대동 누층군과 옥천 누층군을 관입하였다. 도락산(965 m), 황정산(1078 m), 운달산(1103 m), 월악산, 포암산(963 m)과 같은 높고 험준한 산악 지대를 형성한다.

### 암상
단양 지질도폭(1967)에 의하면 선캄브리아기 흑운모 화강암질 편마암과 조선 누층군, 대동 누층군 반송층군을 관입하며 화강암의 관입으로 인해 이들 퇴적암이 열변성을 받았고 석탄과의 접촉부에서 규회석 광상을 형성시키고 자류석과 같은 스카른 광물이 발견된다. 주요 구성 광물은 석영, 사장석, 정장석, 흑운모이고 극소량의 백운모가 함유된다. 상금곡 지질도폭(1968)에 의하면 선캄브리아기 편마암을 포획하며 분홍색을 띤다. 주요 구성 광물은 석영, 사장석, 경사장석, 정장석, 흑운모이고 백운모를 포함한다. 황강리 지질도폭(1965)에 의하면 월악산 북부 제천시 한수면~덕산면 지역에서 조선 누층군 석회암(삼태산층)과 옥천 누층군 서창리층을 관입하고 석영, 사장석, 흑운모로 구성되며 고령토, 견운모, 미사장석 및 자철석을 포함한다. 문경 지질도폭(1967)에 의하면 암석 중에 많은 절리가 발달하며 문경새재, 포암산 등 높은 화강암 산을 형성한다. 문경시 문경읍 요성리 지역에서는 백색을 띠고 석영, 흑운모, 각섬헉, 장석, 녹니석, 자소휘석, 적철석으로 구성된다.

### 단양 구담봉
단양 구담봉(丹陽 龜潭峰)은 단양군 단성면 장회리의 절벽 위의 바위가 거북이를 닮아 구담봉이라 하며, 이곳의 화강암은 판상절리가 특이하게 형성되어 있다. 구담봉은 높은 산악지형의 일부로 지표로 노출되는 과정에서 수평-수직 절리를 형성하며 아름다운 절경을 이루고 있다. 구담봉 화강암에는 우라늄이 67~1378 ppm, 토륨이 41~662 ppm 포함되어 있으며 SHRIMP 저어콘 U-Pb 연령 측정 결과는 중생대 백악기에 해당하는 90.4±0.5 Ma이다.

### 단양 사인암
단양 사인암(丹陽 舍人巖)은 단양군 대강면 사인암리 남조천(일명 운계천)변에 병풍처럼 넓은 화강암 바위가 판상절리와 수직절리를 이루고 있으며 이 지역의 화강암체는 상부에 토르를 비롯한 절리가 잘 발달하여 특이한 경관을 형성한다. 사인암 화강암에는 우라늄이 73~9791 ppm, 토륨이 42~2908 ppm 포함되어 있으며 SHRIMP 저어콘 U-Pb 연령 측정 결과는 중생대 백악기에 해당하는 90.4±1.5 Ma이다. 단양 사인암은 단층에 의해 절개된 노출면일 가능성이 있다.

### 상선암, 중선암, 하선암
상선암은 단양군 단성면 대잠리, 단양의 선암계곡의 최상부에 위치하고 있는 상선암은 크고 널찍한 바위는 없으나, 절리가 잘 발달하는 화강암 바위가 계곡을 따라 발달한다. 중선암은 단양 선암계곡의 중앙에 위치하고 있는 백색의 웅장한 화강암 바위이며 옥염대와 명경대라고 불리는 두 개의 바위에는 암각자가 있다. 하선암은 삼석구곡을 이루는 심산유곡의 첫 명승지로 3층으로 된 화강암의 수평절리가 발달한다. 월악산 초입에 위치하며, 퇴적암과 화강암의 경계 지역에 위치한다.
문경새재~사인암 지역 화강암
- 단양국가지질공원 단양 사인암
- 단양국가지질공원 하선암과 계곡의 백악기 흑운모 화강암
- 화강암의 일부가 국도 제59호선 위로 돌출되어 있다.
북위 36° 51′ 32.6″ 동경 128° 17′ 01.5″ / 북위 36.859056°  동경 128.283750°
- 단양군 단성면 벌천리의 화강암
북위 36° 51′ 35.0″ 동경 128° 17′ 03.2″ / 북위 36.859722°  동경 128.284222°
- 월악산과 충주호
- 괴산군 연풍면 이화령 도로변 (이하 동일)

## 부산광역시·양산시
부산광역시와 양산시 지역에서 백악기 불국사 화강암은 경상 누층군 이천리층과 유천층군 안산암류를 관입하며 분포한다. 동래·월내(1978) 및 부산 지질도폭(1983)에서 흑운모 화강암, 각섬석 화강암, 화강섬록암, 마산암류 미문상 화강암, 아다멜라이트 등으로 구분되었다. 

### 금정산
금정산은 약 7-6천만 년 전 백악기~고제3기에 지하 깊은 곳에서 형성된 마그마가 식어 굳어진 화강암이 융기하여 만들어진 산으로, 다양한 화강암 풍화지형과 역사 유적지가 분포한다. 금정산 화강암은 석영과 정장석이 많이 포함되어 있는 것이 특징이며, 먼 옛날엔 지하 8~10 km의 땅속에 묻혀 있었다. 지하에서 식어 굳어진 이 화강암은 약 6~7천만 년 전 경상 분지의 퇴적암과 화산암 속으로 뚫고 들어와서 굳어진 것이며, 그 후 화강암을 덮고 있던 퇴적암(금정봉 일대)과 화산암(범어사 북쪽)이 침식되어 없어지며 화강암이 지표에 드러나게 되었다. 금정산 화강암체는 화강섬록암, 흑운모 화강암, 토날라이트, 아다멜라이트 및 미문상화강암으로 구성된다.
금정산의 화강암
- 금정산
- 금정산성
- 서쪽 성벽
- 금샘
- 금샘
- 금샘
- 금정산 벼락 맞기 전 고당봉 모습
- 금정산 벼락 맞은 뒤 모습

## 삼척시·울진군(북부)·봉화군(북동부)

### 임원 우백질 화강암
임원 우백질 화강암(臨院 優白質 花崗巖, Imwon Leucogranite)은 강원특별자치도 삼척시 근덕면과 원덕읍 해안에 분포하는 선캄브리아기 고원생대의 우백질 화강암(Leucogranite)이다. 초곡용굴촛대바위길을 비롯한 삼척시 해안가에 잘 드러나 있다. 임원 우백질 화강암에 대한 연대측정 결과는 김용준 외(1984)가 Rb-Sr 전암 연대로 2088±8.5 Ma, 주승환과 김성재(1985)가 2089±98 Ma, 장호완 외(2003)가 U-Pb 저어콘 연대로 1826±20 Ma 등으로 보고하여 임원 우백질 화강암의 지질시대는 선캄브리아기 고원생대 오로세이라기이다. 임원 우백질 화강암은 과알루미늄질 화강암으로 대륙 충돌 환경에서 형성되었으며, 주변의 변성퇴적암류에서 기원한 것으로 추정된다.
삼척시 장호항 해안의 임원 우백질 화강암
- 삼척시 근덕면 장호리 장호항 우백질 화강암
- 삼척시 근덕면 장호리 장호항 우백질 화강암

초곡용굴촛대바위길(Chogok Yonggulchotdaebawi Rock Trail) 또는 초곡 해안침식지형 지질명소는 대한민국 강원특별자치도 삼척시 근덕면 초곡리 해안에 설치된 해안길이며 삼척지질공원의 지질명소이다. 이곳에서는 임원 우백질 화강암과 선캄브리아기 변성퇴적암 암석이 파도에 침식되어 나타나는 다양한 침식 지형과 지질학적 현상을 관찰할 수 있다.
초곡용굴촛대바위길의 임원 우백질 화강암
- 시스택 측면
- 촛대바위
- 평행 절리
- 변성퇴적암/임원 우백질 화강암 경계 (이하 동일)
- 상부
- 하부
- 최하부
- 사진 가운데에 Z형 습곡이 나타난다.

### 홍제사 화강암
홍제사 화강암(洪濟寺 花崗巖, Precambrian Hongjesa granite)은 영남 육괴 북동부 강원특별자치도 태백시, 삼척시 남부와 경상북도 봉화군 석포면, 울진군 일대에 분포하는 선캄브리아기의 조립질 화강암이다. 홍제사 화강암은 조립질이고 부분적으로 엽리가 발달하며 원남층군 원남층과 율리층군을 관입한다. 홍제사 화강암에 대해, 윤석규와 실베르만(1979)은 730±22 Ma, 김용준과 이대성(1983)은 칼륨-아르곤 연대 측정으로 1714.2±28.1 Ma, 1825±20 Ma, 730±22 Ma, 홍영국과 최태윤(1986)은 1367±29 Ma, 1235±17 Ma, 1209±26 Ma, 768±11 Ma로 보고하였다. 정창식 외(2004)는 루비듐-스트론튬(Rb-Sr) 전암 연령으로 1919±160 Ma (고원생대 오로세이라기), Pb-Pb 연령으로 1899±200 Ma (고원생대)를 보고하였으며 이호선 외(2010)는 2013 +30/-24 Ma (고원생대 오로세이라기)의 저어콘 U-Pb 연대(LA-ICP-MS)를 보고하였다.
홍제사 화강암
- 태백시 동점동 홍제사 화강암과 조선 누층군 장산 규암층의 부정합 경계 (꽃이 있는 곳부터 조선 누층군)
- 홍제사 화강암, 봉화군 석포면 석포리 지방도 제910호선 도로변
북위 37° 03′ 35.7″ 동경 129° 02′ 51.8″ / 북위 37.059917°  동경 129.047722°
- 홍제사 화강암, 봉화군 석포면 석포리 지방도 제910호선 도로변
북위 37° 03′ 33.3″ 동경 129° 02′ 59.0″ / 북위 37.059250°  동경 129.049722°
- 홍제사 화강암의 표본

## 서울특별시
서울특별시의 화강암은 조립질이면서 절리가 잘 발달하고 풍화 작용에 약하며, 도봉산·백운대·북한산 인수봉과 같은 봉우리가 기암절벽을 만들어 서울 특유의 절경을 보여 주고 있다. 홍제동·안암동·창신동·장위동 등지의 화강암은 1990년대까지 건축재로 사용되었다. 화강편마암은 견고한 암석이지만 접착성이 적기 때문에 쉽게 붕괴되어 봉우리를 이루지 못하나, 작은 기복을 이룬 노년기 지형을 나타내주고 있다. 특히 동작동 부근의 화강편마암은 판형으로 쉽게 벗겨져 온돌의 구들장으로 쓰였고, 화강편마암이 풍화되어 된 천호동의 점토는 벽돌과 옹기 제조의 원료로서 많이 쓰였다. 서울특별시와 그 주변의 화강암 산으로는 북한산, 북악산, 도봉산, 사패산, 수락산, 불암산, 아차산, 관악산 등이 있다.

### 서울 화강암
중생대의 화강암인 서울 화강암(Jurassic Seoul granite) 또는 흑운모 화강암은 서울특별시 종로구, 중구, 서대문구 홍제동, 동대문구, 성동구(중랑천 이북까지) 성북구, 강북구, 노원구, 중랑구 및 북한산, 인왕산, 북악산, 아차산 지역에 분포한다. 이 화강암은 대한민국에서 가장 넓게 분포하는 주요 화강암인 대보 화강암의 일부이며, 선캄브리아기의 편마암을 관입하였다.
서울 지질도폭(1982)에 의하면 한국 중부에 분포하는 거대한 화강암 저반(底盤)의 일부로 화강암 내에 선캄브리아기 편마암의 포획암이 흔히 존재한다. 육안상 장석이 담홍색을 띠며 흑운모는 비교적 많지 않다. 뚝섬 지질도폭(1981)에 의하면 조립질 내지 중립질로서 등립상 조직을 나타내며 담홍색을 띤다. 지구 내부와 지표면의 압력 차이로 인해 박리 현상이 일어나 판상 절리가 발달한다.
박병권(1972)에 의하면 서울 화강암의 루비듐-스트론튬(Rb-Sr) 절대 연령은 160±10 Ma로 중기 쥐라기에 해당한다. 서울 화강암의 최대 압축 강도는 1100~1440 kg/cm2이며 서울 화강암 내에 단층과 절리를 생성시킨 압력은 평균 1200 kg/cm2이다.
관악산~남태령 일대의 대보 화강암은 암주(巖柱, Stock) 형태를 보이며 흑운모 호상 편마암을 관입하였고 일부는 포획체로 가지고 있다. 주로 흑운모 화강암이며 성분상으로 화강섬록암(Granodiorite)에 가까운 부분도 많다. 조암 광물은 석영, 사장석, 정장석, 미사장석, 흑운모로 구성되며 장석은 전체적으로 홍색이고 관악산 일대에서는 백색을 띤다. 관악산은 전체가 화강암으로 구성되어 있어 빼어난 수십 개의 봉우리와 바위들이 많고 오래된 나무와 온갖 풀이 바위와 어우러져 철따라 변하는 모습이 마치 금강산과 같다 하여 소금강 또는 서쪽에 있는 금강산이라 하여 서금강이라고 한다.

### 반상 화강암
반상 화강암은 서울특별시 은평구 진관동과 중랑구 망우동 일대에 분포하는 시대 미상의 화강암이다. 전자는 선캄브리아기 호상 흑운모 편마암을 암주상으로 관입하였으나 서울 화강암과 직접 접하는 곳이 없어 양자의 관계는 불명이다. 후자는 조립 내지 중립질로 중랑구 신내동 검암산~면목동 지역에 경기변성암복합체 호상 편마암의 엽리와 같은 방향으로 발달해 원래 이 지역의 기반을 형성하던 변성퇴적암을 편마암화 내지 화강암화 시킨 것으로 추정된다.

### 사진
서울특별시의 화강암
- 북한산 인수봉
- 북한산
- 북한산
- 서울 선바위
- 인왕산 수성동 계곡의 기린교
- 인왕산 백운동 계곡의 백운동천(白雲洞天) 각자
- 옥류동천의 바위글씨
- 안산 (서울)
- 응봉산 (서울)
- 인왕산
- 인왕산
- 인왕산
- 도봉산
- 수락산
- 불암산
- 아차산
- 관악산
- 삼성산 (서울/경기)

## 속리산(문경시서부·상주시·보은군북동부)
속리산은 소백산맥 한가운데 날카롭게 솟아오른 화강암 산으로, 속리산을 중심으로 백악기의 화강암이 상주시 화북면과 괴산군 청천면, 도명산(648 m), 문경시 가은읍 북서부 희양산(996 m)~대야산 (931 m) 지역에 넓게 분포한다.

### 흑운모 화강암
문경시 서부의 흑운모 화강암(Biotite granite)은 속리산국립공원 북부 상주시 화북면과 가은읍 북서부 희양산~대야산 지역에 광범위하게 분포하며 조선 누층군 석회암과 옥천 누층군을 관입하였다. 석영, 사장석, 정장석, 흑운모 등으로 구성되며 많은 절리가 발달한다. 문경시 농암면 내서리 쌍용계곡휴게소(도로명주소: 문경시 농암면 청화로 229) 앞 하천 바닥과, 문경읍 팔영리 390 (북위 36° 45′ 50.3″ 동경 128° 07′ 53.8″ / 북위 36.763972°  동경 128.131611° , 숲속의맑은향기펜션 앞)의 하천 바닥에서 화강암의 노두를 관찰할 수 있다.
문경지질공원의 지질명소 쌍룡계곡은 청룡과 황룡이 살던 곳이라 하여 붙여진 이름으로, 문경시 농암면 내서리 쌍룡계곡 일대의 지질은 9500만 년 전 중생대 백악기의 속리산 화강암과 규장질반암으로 구성된다. 쌍룡계곡의 화강암은 하천의 침식 작용으로 포트홀과 같은 침식 지형이 발달한다.
정원석 외(2023)는 문경지질공원 후보지의 지질명소 쌍룡계곡, 용추계곡 그리고 문경새재를 구성하고 있는 화강암류와 규장질 관입암류의 저어콘 U-Pb 연령측정과 화학성분을 분석하였다. U-Pb 연대측정 결과는 쌍룡계곡 화강암(북위 36° 34′ 07.40″ 동경 127° 57′ 07.43″ / 북위 36.5687222°  동경 127.9520639° )이 93.9±3.3 Ma, 95.1±4.0 Ma, 94.4±2.0 Ma, 용추계곡의 화강암과 규장질암맥(북위 36° 40′ 4.23″ 동경 127° 57′ 30.89″ / 북위 36.6678417°  동경 127.9585806° ) 그리고 문경새재 반상 화강암북위 36° 46′ 24.10″ 동경 128° 4′ 20.12″ / 북위 36.7733611°  동경 128.0722556° 은 90.2±2.0 Ma, 91.0±3.0 Ma, 88.6±1.5 Ma으로 중생대 백악기에 해당한다. 우라늄 함량은 쌍룡계곡이 암회색 규장반암 81~1458 ppm, 규장반암 284~1294 ppm, 화강암이 106~3174 ppm, 용추계곡이 화강암 117~1667 ppm, 규장질암맥 43~4174 ppm, 문경새재 반상 화강암이 99~3163 ppm이다. 문경시 일대의 화성암류는 이자나기판의 섭입과 관련된 화강암체이다.

### 각섬석 화강암
각섬석 화강암(Hornblende granite)은 문경시 가은읍과 농암면 남동부에 분포한다. 가은읍 저음리에서 녹암층 이하 평안 누층군을 관입하며 가은읍 갈전리에서 민지리까지 대동 누층군 산수동 역암층을 관입한다.
문경시 서부의 백악기 화강암
- 흑운모 화강암, 문경시 농암면 내서리 쌍룡계곡
- 흑운모 화강암, 문경시 농암면 내서리 쌍룡계곡
- 화강반암 및 규장암, 문경시 농암면 종곡리 하울교 전면
- 흑운모 화강암, 문경시 가은읍 완장리 용추계곡

## 수원시

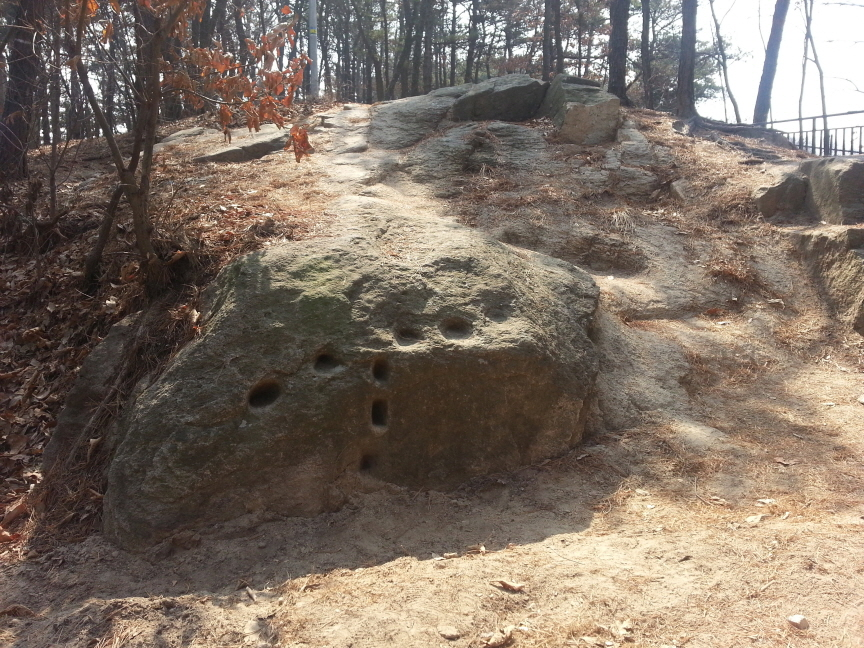
수원 화성에 쓰일 화강암 석재를 채굴하던 숙지산 화성 채석장

수원시 중심부는 화강암의 차별 침식으로 분지 지형을 형성하며 수원 화성은 수원시의 화강암으로 만들어진 성곽이다.

### 흑운모 화강암
흑운모 화강암(Jurassic Biotite Granite)은 팔달산을 중심으로 수원시 대부분 지역에 분포한다. 대보 화강암의 일부이며, 수원시 권선구 호매실동, 금곡동, 당수동, 세류동, 서둔동, 권선동 등지에 분포한다. 흑운모 화강암은 세립 내지 중립질로 주요 구성 광물은 석영, 사장석, 미사장석, 정장석, 흑운모, 각섬석 등이며 녹니석, 백운모, 견운모, 타이타늄철석, 자철석, 저어콘 등이 수반된다. 장석은 백색을 주로 하고 담녹색, 담홍색을 띠는 경우가 있다.

### 복운모 화강암
복운모 화강암은 수원시 권선구 당수동~칠보산(238 m) 일대에 분포하며 권선구 고색동 남측 고금산(98 m) 지역에서 흑운모 화강암에 관입당했다. 복운모 화강암은 중립 내지 조립질로 흑운모보다 백운모를 더 많이 함유한다.

### 수원 화성
《화성성역의궤》(華城城役儀軌)에 의하면, 화성 축성에 사용된 석재의 수량은 모두 201,403덩어리로 이 석재를 채취하기 위해 수원시 내 숙지산, 여기산, 팔달산, 권동 지역에 부석소(浮石所)가 설치되어 석재를 채석하였고 그 흔적이 현재도 남아 있다. 김봉혁(2008)의 조사 결과 팔달산에서 채석된 세립질 흑운모 화강암은 주로 산지의 성벽을 축성하는 데 사용되었으며, 숙지산과 여기산에서 채석된 중립질의 흑운모 화강암은 주로 평지 부분의 성벽과 능지 부분의 성벽 일부에 사용되었다.

### 숙지산 화성 채석장
숙지산 화성 채석장은 수원시 팔달구 화서동에 있는 화강암 채석장이다. 숙지산 여러 곳에 분포하고 있으며, 수원 화성을 축조하기 위한 화강암 성돌의 채석이 이루어졌던 유적으로 팔달산과 함께 중요한 성돌의 공급원이었던 곳이다. 이곳에서 숫돌같이 판판한 치도(治道)를 통하여 수레를 이용 화성 축성 장소까지 성돌을 운반하였다. 채석 당시의 쐐기 자국이 여러 곳에 남아있어 역사적으로 높은 가치를 지닌 유적이다.

## 안동시
경상북도 안동시 내에서 중생대 쥐라기 화강암은 예천전단대와 안동 단층 사이 풍산읍, 서후면, 북후면, 와룡면, 녹전면, 임하면, 임동면, 예안면과 안동시 시가지 및 안동호 주변 지역에 광범위하게 분포한다.  안동 화강암은 분포면적이 535 km2 이상인 저반(底盤)형 암체로 암석의 종류와 화학조성이 다양하며 동쪽과 남쪽에서는 중생대 백악기 경상 누층군에 의해 덮이거나 안동 단층으로 접한다. 이 심성암류는 조성이 반려암과 석영섬록암에서 화강암 범위이고 입도는 극조립질에서 세립질까지 다양하다. 황상구(2000) 및 황상구 외(2002)는 안동 화강암을 각섬석-흑운모 토날라이트, 흑운모 화강섬록암, 반상 흑운모 화강섬록암, 반상 흑운모 화강암으로 세분하였고, 안동 암체 내에 아주 소규모로 분포된 세립질 복운모 화강암을 따로 분류하였다. 이들은 중평동 지질도폭의 조립질화강암을 극조립질 흑운모 화강암으로, 예안 지질도폭의 각섬석화강암을 각섬석-흑운모 석영섬록암으로, 예안과 중평동도폭 지역의 섬록암은 각섬석 반려암으로 명칭을 수정하였는데, 이 반려암을 안동저반의 화강암류들을 관입한 최후기 암체로 보았다.
황상구(2000) 및 황상구 외(2002)는 안동 지역의 화강암체를 안동저반으로 명명하고 안동, 도산, 풍산, 임하와 녹전 심성암체의 5개 관입단위로 구분하였는데,
- 중앙부에 분포된 각섬석-흑운모 토날라이트, 흑운모 화강섬록암, 반상 흑운모 화강암을 묶어 안동 심성암체 (Andong Pluton, >305 km2-Ar 연대 211.4±6.0~196.0±3.7 Ma)
- 북서쪽 연변부의 각섬석-흑운모 석영섬록암을 도산 심성암체 (>32 km2, 182.6±3.5 Ma)
- 서쪽의 예천전단대에 인접하여 분포하는 반상 흑운모 화강섬록암을 풍산 심성암체 (90 km2, 179.2±3.4 Ma)
- 남동부의 극조립질 흑운모 화강암을 임하 심성암체 (>108 km2, 166.2±3.2 Ma)
- 소규모의 세립질 복운모 화강암을 녹전 심성암체 (<0.5 km2)
- 안동저반의 동측부에 별도로 존재하는 각섬석 반려암의 예안 심성암체 (>22 km2, 128.6±2.5 Ma)

로 구분하였다.
황상구 외(1999, 2002)는 칼륨-아르곤 연대 측정 결과에 의해 의하여 영주 화강암과 안동 화강암 저반의 구성 심성암체들의 관입순서를 결정하고. 이를 근거로 각 심성암체들이 일정한 시간 간격을 두고 맥동적으로 다상정치(多相定置, Multiphase emplacement)되고, 냉각 고결되어 저반들을 형성하였다고 보고하였다.
윤리나 외(2014)에 의하면 안동 화강암의 주요 구성 암석의 절대연령은 흑운모 화강섬록암이 181.9±1.1 Ma, 극조립질 흑운모 화강암이 186.5±3.1 Ma이다. 흑운모 화강암의 화학 성분표는 다음과 같다.
| 화학 성분 | SiO2  | Al2O3 | Fe2O3 | FeO  | Mgo  | CaO  | Na2O | K2O  |
| --------- | ----- | ----- | ----- | ---- | ---- | ---- | ---- | ---- |
| %         | 61.94 | 16.20 | 2.61  | 2.40 | 3.90 | 4.75 | 4.16 | 1.97 |

## 여주시·이천시

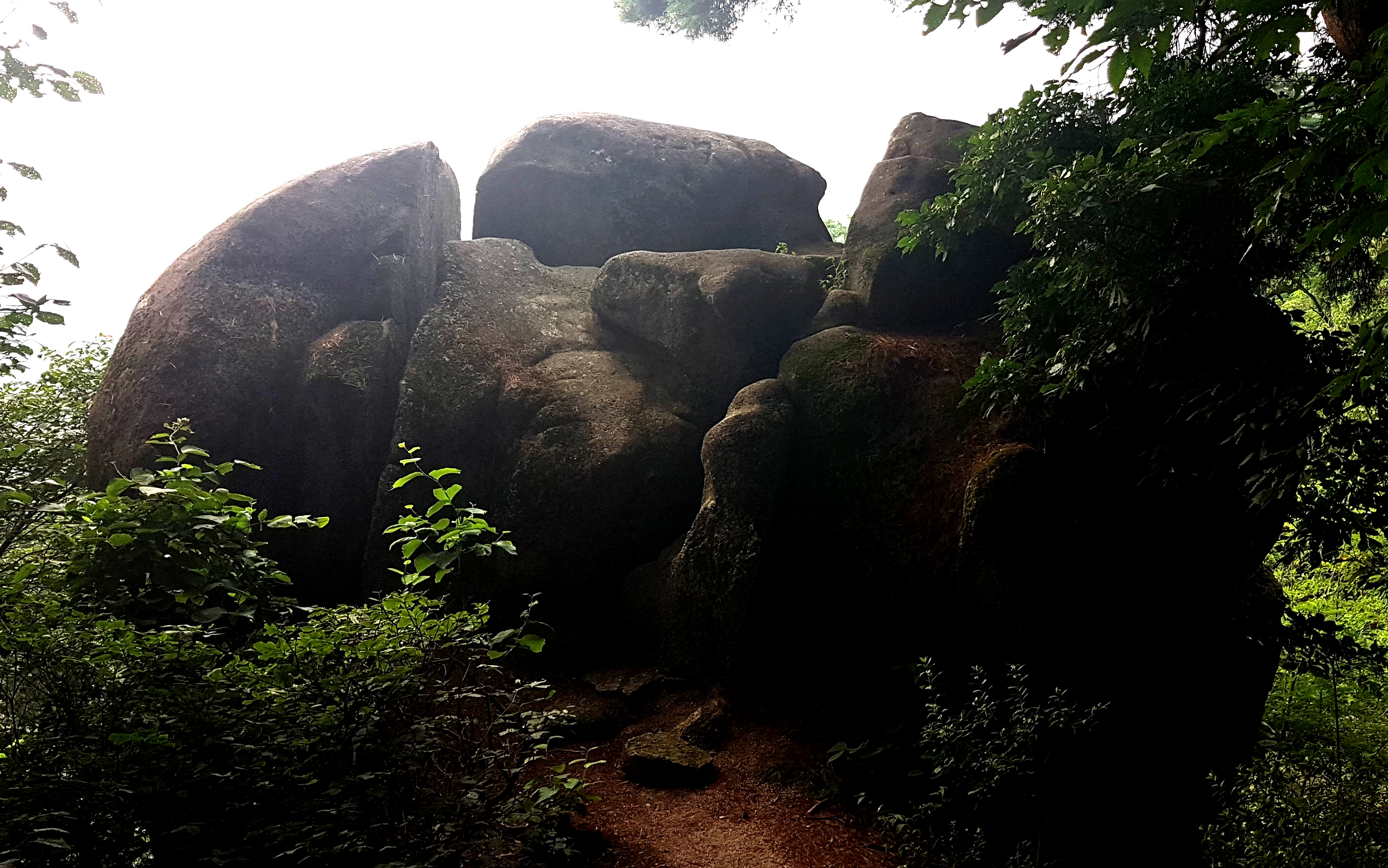
중생대 쥐라기 대보 화강암으로 구성된 이천 설봉산 삼형제바위

화강암은 풍화와 침식에 약해 경기도 여주시~이천시 일대에서 넓은 평야 지대를 형성하며 이 지역의 화강암의 분포는 서쪽으로 안성시, 남쪽으로 음성군, 동쪽으로 원주시, 북쪽으로 양평군으로 이어진다. 여주시~이천시 지여의 화강암은 이천 지질도(1974), 여주 지질도폭(1975), 이포 지질도폭(1989)에서 흑운모 화강암, 백운모 화강암, 복운모 화강암, 반상 화강암, 각섬석 화강암, 섬장암질 화강암, 섬록암질 화강암 등으로 분류하였다. 이들 화강암은 석영, 장석, 흑운모, 백운모 등으로 구성된다.

### 섬장암질 화강암
섬장암질 화강암은 여주시 연아산과 세종대왕면 북성산(257 m), 점동면 강금산(283 m) 지역에 암맥 내지 암주(巖柱)상으로 흑운모 화강암을 관입한 암갈색의 괴상 화강암이다. 절리가 발달하며 규장암맥과 석영맥 등에 관입당했다.

### 거정질 화강암
거정질 화강암(Pegmatitic granite)은 여주시내 교동 지역에서 흑운모 화강암을 관입하며 조립질 장석과 흑운모, 백운모를 포함한다.

### 이천 설봉산 삼형제바위
이천 설봉산 삼형제바위는 경기도 이천시 설봉산에 있는 화강암 바위이다. 삼형제가 나란히 서 있는 듯 한 모양을 가지고 있어서 삼형제 바위라고 불린다.

### 여주 마암
여주 마암(驪州 馬巖)은 대한민국 경기도 여주시 상동에 있는 화강암 바위이다. 2012년 8월 27일 여주시의 향토유적 제20호로 지정되었다. 마암(馬巖)은 여주팔경 중 제2경으로 여주의 옛지명 '황려(黃驪)'와 연관이 있으며, 여주의 대표적 성씨인 여흥민씨의 시조가 탄생했다는 이야기가 전해지는 자연경관유적이다. 마암은 해동지도, 1872년 지방도 등 각종 고지도에 모두 그려져 있다. 이규보, 이색, 서거정, 정약용 등 당대의 시인묵객들이 마암에 찾아와 시와 풍류를 즐기던 명소로 전해져 왔다. 현재 마암이 있는 화강암 바위면에 '馬巖'이라 큰 글씨가, 위쪽에 여주목사를 역임한 '이인응(李寅應)'과 '시월(十月) 일각(日刻)'이, 오른쪽에 여주군수를 지낸 '신현태(申鉉泰)'라는 글씨가 새겨져 있다.
여주 마암
- 여주 마암 안내판
- 남한강 건너편에서 본 여주 마암
- 화강암 바위와 그 뒤로 보이는 여주대교
- 여주 마암 전면

### 옥봉광산
옥봉광산(玉峰鑛山)은 여주시 북내면과 양평군 지평면(북위 37° 34′ 25″ 동경 127° 50′ 50″ / 북위 37.57361°  동경 127.84722° )의 경계에 위치하며 일제 강점기인 1914년 이래 단속적으로 채굴되어 온 금 광산이다. 쥐라기 흑운모 화강암과 복운모 화강암 내에 남-북 방향으로 발달한 단층대를 충전한 3조의 평행한 석영맥으로 주맥(主脈)은 폭 0.3~30 m, 연장 700 m에 동쪽으로 60~85° 경사하고 5개 갱도가 개설되었다. 주요 광물은 금, 은이며 미량의 황철석, 황동석, 방연석, 유비철석(硫砒鐵石), 휘동석(輝銅石)이 포함된다. 평균 품위는 금 10.25 g/t, 은507 g/t으로 보고되었다.

### 신여광산
신여광산은 여주시 북내면 교황동(북위 37° 23′  동경 127° 40′  / 북위 37.383°  동경 127.667° )에 위치한 금 광산이며 흑운모 화강암 내 열극을 충전한 함금석영맥으로 본맥은 폭 1~3 m, 연장 300 m에 황철석, 방연석, 섬아연석, 황동석이 수반된다.

## 영덕군·울진군남부

### 트라이아스기 영덕 화강암
영덕 심성암체(Yeongdeok Plutonic Rocks) 또는 영덕 화강암은 영덕읍 중부와 지품면 북부, 축산면 서부, 영해면 서부, 창수면, 영양군 석보면에 걸쳐 넓게 분포하는 트라이아스기 화강암체이다. 이 화강암은 중립질 내지 조립질 흑운모 화강암으로 분류되며 대개 괴상이지만 연변부에서 미약한 엽리가 나타난다. 화강암체 내부에 양산 단층의 영향을 받은 것으로 추정되는 남-북 방향의 단층들이 다수 발달하나 단층에 의한 파쇄는 미약하다.
Kim (1997)은 영덕 심성암체의 각섬암에서 칼륨-아르곤 연대 측정을 실시하여 238.2±5.4 Ma의 연대를 보고하였으며 사공희 외(1999)는 238U-206Pb로 247.9±2.9 Ma, 235U-207Pb로 245.0±7.0 Ma의 연대를 보고하였다. 정창식 외(2002)는 경상분지 동부 트라이아스기 심성암의 화학조성을 분석하였으며 영덕 화강암의 절대연령을 Rb-Sr 동위원소 분석으로 230 Ma, Sm-Nd 동위원소 분석으로 241±59 Ma로 추정하였다. 사공희 외(2005)는 206Pb/238U 연대로 248.6 Ma, 244.5 Ma, 207Pb*/235U 연대로 246.9 Ma, 243.9 Ma을 보고하였다.
우현동과 장윤득(2014)은 영덕 화강암의 각섬석 지압계를 사용하여 화강암의 정치(定置) 깊이가 암체 남동부 가장자리에서 지하 약 8.98 km, 암체 중심부에서 17.19 km, 평균 깊이는 13.03 km인 것으로 계산하였다. 강희철 외(2018)는 249.1±2.3 Ma(트라이아스기)의 U-Pb SHRIMP 절대연령을 보고하였다.
트라이아스기 영덕 화강암
- 영덕군 지품면 낙평리, 국도 제34호선 도로변
북위 36° 26′ 53.3″ 동경 129° 15′ 18.4″ / 북위 36.448139°  동경 129.255111°
- 영덕군 창수면 창수리, 지방도 제918호선 도로변
북위 36° 35′ 14.7″ 동경 129° 15′ 00.2″ / 북위 36.587417°  동경 129.250056°
- 영양군 영양읍 양구리 지방도 제917호선 도로변
북위 36° 35′ 11.3″ 동경 129° 12′ 52.3″ / 북위 36.586472°  동경 129.214528°
- 영양군 석보면 포산리 삼의계곡
북위 36° 30′ 30.5″ 동경 129° 12′ 05.0″ / 북위 36.508472°  동경 129.201389°

### 영덕군동부 해안

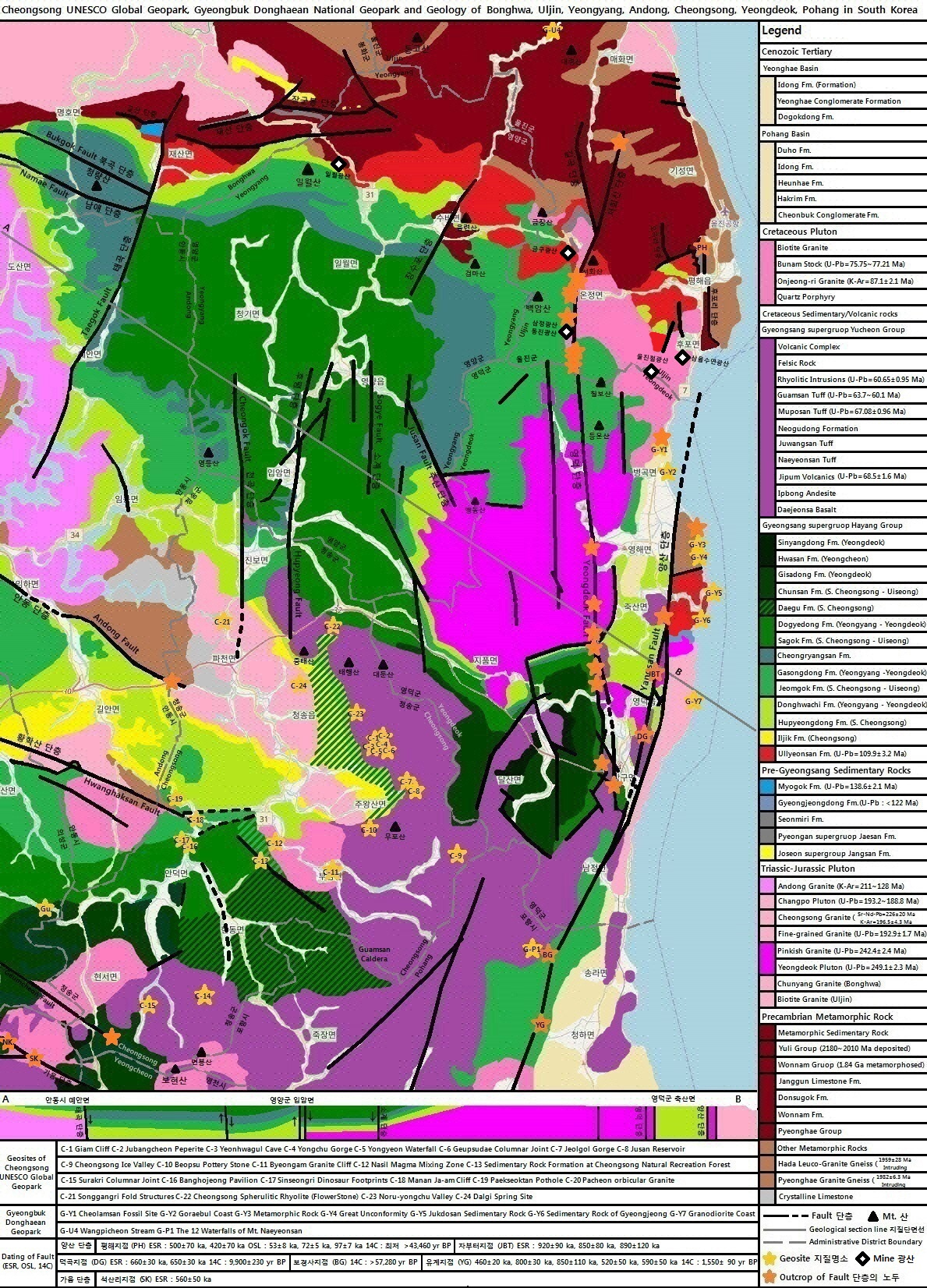
경상 분지 북동부 지역의 지질

영덕군 영덕읍 동부 해안 지역에는 백악기 화강암이 분포하며 영덕 지질도폭(1937)에서는 단일 화강암체로 보았으나 강희철 외(2018)는 창포 심성암체와 세립질 화강암으로 구분하였다. 창포 심성암체(Changpo Plutonic Rocks)는 영덕읍 동부 해안가에 남북으로 분포하는 화강암으로 경정리 일대에서는 반려암 내지 섬록암질암의 양상을 보이나 그 이남에서는 대체로 화강섬록암의 특성을 보인다. 본 암석의 일부분이 경정동층에 의해 부정합으로 덮히며 U-Pb SHRIMP 절대연령은 193.2±1.9 Ma~188.8±2.0 Ma이다. 세립질 화강암(Fine-grained Granite)은 영덕읍 동부 삿갓봉 일대에 분포하는 쥐라기 화강암으로 강희철 외(2018)는 세립질의 복운모 화강암에 해당하는 암체를 새롭게 발견하고 또 세립질 암상이 화강섬록암을 관입한 것을 관찰하였다. 저어콘 U-Pb SHRIMP 절대연령은 192.9±1.7 Ma이다.
영덕 화강섬록암 해안은 창포 심성암체가 드러난 경북동해안 국가지질공원의 지질명소로 영덕해맞이공원 내에 위치한다. 이곳의 화강섬록암 암석에서는 여러 방향으로 쪼개진 단열, 포유암, 돌개구멍 등 다양한 지질구조를 관찰할 수 있다. 화강섬록암에는 밝은색의 화강암질 마그마에 더 어두운 색의 섬록암질 마그마가 침투하여 만들어진 포유암(enclave)을 볼 수 있다.
영덕군의 창포 심성암체
- 영덕군 축산면 경정리 해안가의 화강암
북위 36° 28′ 24.1″ 동경 129° 26′ 02.4″ / 북위 36.473361°  동경 129.434000°
- 영덕군 축산면 경정리 해안가의 화강암
북위 36° 26′ 23.7″ 동경 129° 25′ 57.5″ / 북위 36.439917°  동경 129.432639°
- 영덕군 영덕읍 노물리 해안가의 화강암
북위 36° 26′ 34.1″ 동경 129° 26′ 05.5″ / 북위 36.442806°  동경 129.434861°
- 영덕군 강구면 해안가의 화강암
- 해안 전경
- 포유암
- 포유암 근접사진
- 포유암

### 울진군·영덕군온정리 화강암

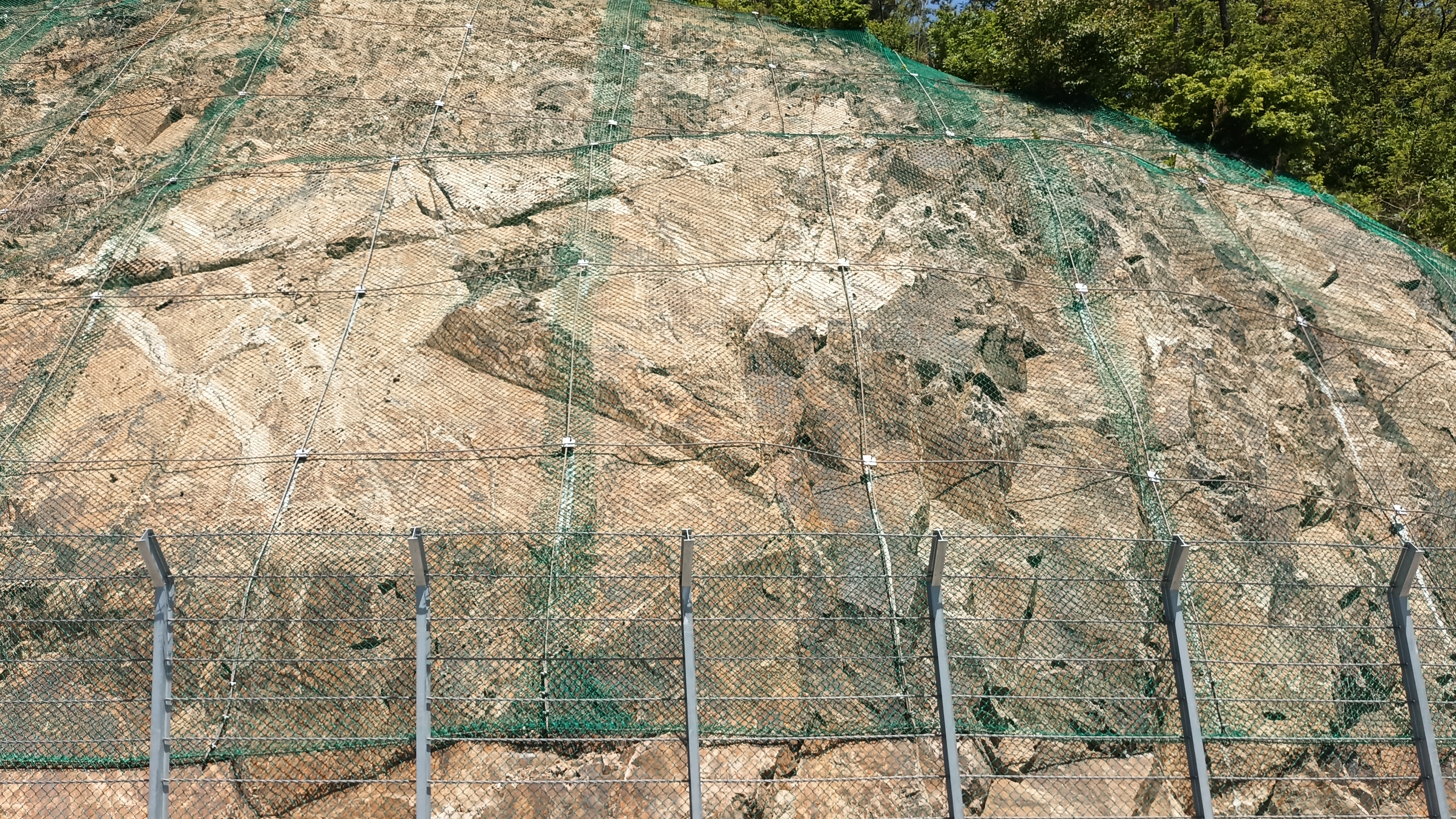
온정리 화강암, 울진군 후포면 삼율리 삼율저수지 부근 삼덕로 도로변

온정리 화강암은 울진군 온정면 외선미리와 선구리, 온정면 동남부와 후포면 서부, 영덕군 병곡면 북부 지역에 분포하는 화강암이다. 평해 지질도폭(1963)에 의하면 주로 각섬석 흑운모화강암으로 구성되어 있으며 선미리층과 평해층군을 관입하고 있고 경상 누층군에 의해 부정합으로 덮이는 선백악기 화강암이다. 신성천과 니시무라 스즈무(1993)는 온정리 화강암에서 85.5~44.3 Ma의 저어콘, 스핀, 인회석 피션트랙 연대와 87.1±2.1 Ma의 각섬석 K-Ar 연대를 보고하였다. 정창식 외(1998)에 의하면 온정리 화강암의 연령은 경상 누층군이 혼펠스화된 야외지질학적인 특징과 칼륨-아르곤 연대 측정 자료로 볼 때 중생대 백악기 말(87 Ma 내외)로 판단된다. 화강암 내 우라늄 함량은 0.7~4.4 ppm, 토륨 함량은 4.9~15.6 ppm이다.

### 울진군 흑운모 화강암
흑운모 화강암(Jurassic biotite granite)은 매화천 동부 지역에 해당하는 근남면과 매화면 동부 지역에 분포한다. 원남층군을 관입하였으며 주요 구성 광물은 석영, 정장석, 사장석, 흑운모 등이고 각섬석, 저어콘, 인회석 등을 포함한다. 울진군 근남면 산포리 산 118-4 지역, 지방도 제917호선 해안도로변의 촛대바위는 쥐라기 흑운모 화강암으로 구성된 암석이다.
울진군의 쥐라기 흑운모 화강암
울진군 매화면 오산2리 해안에는 흑운모 화강암이 드러나 있으며 특히 화강암을 관입한 밝은색의 산성암맥과 어두운색의 염기성 암맥이 다수 관찰된다. 
울진군 매화면 오산리의 흑운모 화강암
- 화강암을 관입한 어두운색 염기성암맥
- 밝은색 산성암맥
- 어두운색 염기성암맥
- 밝은색 산성암맥
- 밝은색 산성암맥 (어두운 부분은 염기성암맥이 아니라 그림자)
- 밝은 산성암맥과 어두운 염기성암맥
- 산성암맥과 염기성암맥이 교차한다.
- 어두운색 염기성암맥

### 울진군 백운모 화강암
백운모 화강암(Jurassic Muscovite grnaite)은 울진군 북면 주인리 울진광산 부근에 소규모 분포하며 홍제사 화강암과 조선 누층군을 암주(巖柱) 형태로 관입한 화강암이다. 주로 석영, 사장석, 백운모로 구성되며 특징적인 광물로  흑운모, 인회석, 자철석, 금홍석(金紅石), 적철석 및 녹니석이 포함된다.

## 영월군
강원특별자치도 영월군 상동읍 상동광산 주변에는 영남 육괴 선캄브리아기 율리층군 고선리층을 관입한 선캄브리아기 화강암이 발달한다. 영월군 무릉도원면 일부 지역에는 중생대 쥐라기의 대보 화강암이 발달하며 이는 제천시로 이어진다.

### 농거리 화강암
농거리 화강암(濃矩里 花崗巖, Nonggeori Granite)은 영월군 상동읍 장산 남부 농거리에 발달하는 선캄브리아기 화강암으로 율리층군 고선리층의 규암, 천매암 및 편암 등을 관입한 5×4 km 규모의 마름모꼴 형태의 암주(巖柱)이다. 농거리 화강암은 중립질(일부 세립질)의 함전기석 중립질 복운모 화강암이며, 분포지 서측 율리층군 고선리층과의 인접부에서 전단대가 발달하여 고선리층이 수직에 가까운 층리를 보인다. 농거리 화강암 내에는 규암으로 추정되는 포획물이 드물게 관찰된다. 농거리 화강암의 백운모에 대한 칼륨-아르곤 연대 측정 결과는 운현수와 이대성(1986)이 1732±16~1802±18 Ma (고원생대 스타테로스기~라이악스기)으로 측정하였고 이후 윤현수(1991)에 의해 1736.3±16.5~1776.7±31 Ma (고원생대 스타테로스기)으로 측정되었다.

### 내덕리 화강암
내덕리 화강암(內德里 花崗巖, Naedeokri Granite)은 영월군 상동읍 내덕리에 발달하는 선캄브리아기 화강암으로 율리층군의 규암, 점판암 및 편암 등을 관입한 2.5×2 km 규모의 원형 암주 형태로 분포다. 주요 구성 광물은 석영, 사장석, 정장석, 미사장석, 퍼사이트(perthite), 백운모, 흑운모이며 전기석, 인회석, 석석(錫石), 자류석, 견운모 등이 수반된다. 내덕리 화강암 내에 발달하는 페그마타이트는 두께 ~20 cm 으로 수 매가 관입한다. 세립-중립질 복운모 화강암으로 농거리 화강암보다 대체로 우백질이고 세립질이며 윤현수와 이대성(1986)은 1642±23~1787±19 Ma (고원생대 스타테로스기)의 백운모 K-Ar 연대를, 윤현수(1991)는 1772.9±17.9~1787±19.1 Ma (고원생대 스타테로스기)의 백운모 K-Ar 연대를, 박계헌 외(1993)는 1825±86 Ma (고원생대 오로세이라기~스타테로스기)의 Pb-Pb 연대를 보고하였다.

### 거정질 화강암
거정질 화강암(巨晶質 花崗巖, pegmatitic granite)은 영월군 상동읍 율리층군 분포지에 발달하며 주로 암맥 형태로 관입하였고 일부 지역에서는 암상(巖床, sheet) 형태를 보인다. 거정질 화강암 내에서는 가끔 흑운모 편암의 포획물이 발견된다. 거정질 화강암의 백운모에 대한 칼륨-아르곤 연대 측정 결과는 1773±18~1805±18 Ma (고원생대 스타테로스기)이다.

### 운학 화강암
운학 화강암(雲鶴 花崗巖, Precambrian Unhak Granite)은 영월군 무릉도원면 운학리를 중심으로 분포하는 암석으로, 운학리 운학교에서 서원리까지 계곡을 따라서 잘 노출되어 있다. 직경 1 cm 미만에서 최대 4 cm 크기의 장석 반정(斑晶)을 포함하는 조립질 반상흑운모화강암이며, 특징적으로 장축 0.3∼3 m 크기의 변성 사질과 이질암의 포획체를 풍부하게 포함하고 있다. 운학 화강암은 호상 열도 지구조환경에서 생성된 것으로 해석되며, SHRIMP 저어콘 U-Pb 연대측정 결과는 약 20억 년 전의 절대연령을 보인다.

### 영월 무릉리 요선암 돌개구멍
영월 무릉리 요선암 돌개구멍은 영월군 무릉도원면 무릉리, 주천강 화강암반 위에 형성된 포트홀 지형이다. 이 지역에는 중생대 쥐라기의 흑운모 화강암이 분포한다.

## 울산광역시

### 언양 화강암
언양 화강암은 울주군 상북면 및 두서면 인보리, 차리, 언양읍 다개리, 송대리, 삼남읍 교동리, 범서읍 동부와 달천동, 가대동, 상안동, 시례동, 성안동에 분포하는 화강암이다. 흑운모 화강암은 분포지역 전역에 걸쳐 울산층/대구층을 관입하여 부분적으로 자색~회록색 셰일을 변질시켜 혼펠스화시켰고 곡동 북부에서는 규장암에 의하여 관입당했다. 언양 지역의 언양 화강암은 유백색 내지 담홍색, 담회색의 중립 내지 조립의 흑운모 화강암이며 마그마 분화작용(magma differentiation)으로 그 주변부에는 반상 화강암, 미문상 화강암, 화강반암 및 화강섬록암등의 다양한 암상을 보인다. 울산 시내 지역의 흑운모 화강암은 울산 회백색을 띠며 중립~세립질로서 풍화면은 황갈색으로 변했으며 주요 구성광물은 석영, 장석과 흑운모이다. 특히, 봉화산 남록, 327고지 일대(자수정 동굴나라가 위치한 상북면 등억알프스리~삼남읍 교동리 일대)는 중립 내지 조립의 흑운모 화강암으로 암석 내 균열을 따라 수정이 정동(geode)을 형성한다. 이 일대에는 화강암 내에 자수정 광산이 발달하는데 오늘날 자수정 동굴나라로 관광지화 되었다.

### 자수정 동굴나라
자수정 동굴나라는 울산광역시 울주군 상북면 등억알프스리, 중생대 백악기 불국사 화강암류에 속하는 언양 화강암 내에 발달한 자수정 광산을 재활용해 만든 관광지이다. 한국 자수정 광산의 대명사로 이름 난 이 동굴은 1960대 초반부터 30여년간 자수정을 채광하였던 대표적인 갱도로서, 이곳에서는 세계에서 품질이 가장 우수한 자수정 원석을 해마다 약 500~5.000 kg 정도 채광하였고, 현지에서 직접 가공·세공한 자수정 완제품을 국내외에 널리 공급함으로써, 유명 보석 수집가와 지질학자들로부터 큰 관심을 받아 왔던 곳이다. 현재에도 자수정 광산 일대에서 생산되고 있는 자수정은 한국을 대표하는 자랑스런 보석 자원으로서, 그 영원한 신비와 함께 후손들에게 물려줄 고귀한 한국의 유산이다.
자수정 동굴나라
- 자수정 동굴나라 입구
- 동굴나라 내부 지도
- 동굴 내부 수로에서 보트를 탈 수 있다.
- 실제 자수정이 발견된 자수정 정동
- 광부 모형
- 크리스마스 장식
- 자수정 광석
- 자수정 광석
- 동굴 내 공룡나라
- 동굴 외부의 화강암 노두

### 반상 흑운모 화강암
반상 흑운모 화강암은 울산광역시 동구 동부동, 서부동, 미포동, 전하동, 화정동, 방어동, 일산동 일대에 분포하며 경상 누층군 울산층을 관입하여 그 주변부를 모두 혼펠스화시키고 울산층의 주향과 경사에도 영향을 주었다. 반상 흑운모 화강암은 회색을 띠며 중립질, 부분적으로 조립질이고 주요 구성 광물은 석영, 장석, 흑운모이고 장경 0.5~1.5 cm의 장석반정을 보인다.

### 대왕암공원
대왕암공원(大王岩公園)은 울산광역시 동구 일산동 해안에 있는 공원으로 해안에 반상 흑운모 화강암이 드러나 있다. 바위는 인도교와 보행로가 있어서 근접 관찰이 가능하다. 화강암 바위로는 대왕암과 울기바위, 남근바위, 탕건바위, 처녀봉, 용굴 등이 있으며 멀리 정상으로 오르면 현대중공업 울산 공장이 멀리서 보인다. 대왕암 사이를 연결해주는 인도교인 대왕교가 있다.
대왕암공원

## 원주시·횡성군
원주시, 횡성군 내에서 대보 화강암은 원주시 지정면, 문막읍, 부론면, 귀래면, 흥업면, 원주시 시가지, 소초면, 호저면 및 횡성군 공근면, 횡성읍, 갑천면, 둔내면 등 원주시, 횡성군 대부분의 지역에 넓게 분포하며 화강암의 분포는 남서쪽으로 여주시와 충주시, 북동쪽으로 삼마치와 태기산을 넘어 각각 홍천군과 평창군, 강릉시 지역으로 이어진다. 원주-횡성 지역의 대보 화강암은 원주 지질도폭(1989)에서는 흑운모 화강암, 문막 지질도폭(1989)에서는 거정질 흑운모화강암, 안흥 지질도폭(2011)에서는 화강섬록암으로 분류하였다. 안흥 지질도폭(2011)에서 실시한 SHRIMP U-Pb 연대측정 결과는 약 1억 7천만년(172.6±1.4 Ma, 쥐라기 중기 알레니안)이다.
원주시 귀래면 귀래리의 코리워터스(도로명주소: 원주시 귀래면 북원로 875, 지번: 원주시 귀래면 귀래리 49-2)는 대보 화강암 거정질 흑운모화강암 내에 1개 취수공을 뚫어 일 155톤의 지하수를 생산한다. 이 생수공장은 2024년 상반기에 수질검사 결과 브롬산염이 수질 기준(0.01 mg/L)을 초과하는 0.0147 mg/L이 검출되었다.
여주시의 대보 화강암
- 원주시 문막읍 반계리 반계저수지 지방도 제349호선 도로변
- 원주시 문막읍 반계리 반계저수지 지방도 제349호선 도로변
- 원주시 문막읍 반계리 반계저수지 지방도 제349호선 도로변
- 원주시 문막읍 반계리 반계저수지 지방도 제349호선 도로변
- 원주시 지정면 간현리 간현관광지
- 원주시 지정면 간현리 간현관광지

## 제천시(중·북부)
제천시의 화강암은 춘천시와 마찬가지로 대조적인 지형을 보인다. 제천시 송학면~제천시 시가지 및 백운면 지역의 화강암은 풍화와 침식으로 분지 지형을 형성하지만, 금수산 서측과 구담봉 지역에서는 산악 및 돌출 지형을 형성한다. 제천시 수산면 동부 구담봉~가늠산 지역에는 남한강변과 산 정상부에 화강암 바위가 돌출되어 아름다운 지형 경관을 보인다.  

### 구담봉
구담봉은 제천시 수산면 괴곡리와 단양군 단성면 장회리의 경계에 있는 한국의 화강암 지형이며 표고 330 m의 봉우리이다.
구담봉

### 제천 화강암 (송학 화강암)
송학면 일대와 제천시내 주변에는 송학 흑운모 화강암 또는 제천 화강암이 분포한다. 송학 흑운모 화강암과 접하는 변성암 및 퇴적암류는 장년기 지형을 이루고 송학 화강암은 저지대를 형성하여 이 화강암이 분포하는 제천시내 지역은 분지를 형성하고 있다. 조선 누층군과 서창리층 천매암 그리고 박달령 변성암류를 관입한다.

### 평동 화강암
제천시 백운면 남부 일대에 분포하는 평동 화강암은 선캄브리아기 박달령 변성암류와 천등산층을 관입하며 분포 지역은 풍화와 침식을 심하게 받아 저지대를 형성한다.

### 반상 화강암
불국사 화강암 반상 화강암은 제천조차장역 주변 강제동, 천남동, 신동, 봉양읍 삼거리, 구곡리, 공전리, 연박리, 북부 장평리에 분포하는 반상(斑狀) 화강암이다.

## 청주시
대보 화강암은 청주시 중심부를 관통하여 남서쪽으로는 대전광역시, 북동쪽으로는 증평군과 음성군을 지나 여주시로 이어진다. 화강암은 차별 침식으로 청주시 일대에 지형적으로 저지대를 형성하며 대부분 표토층으로 덮여 있어 노두가 별로 없다. 이는 화강암이 다른 암석에 비해 풍화에 약하기 때문이다.
병천 지질도폭(1989)에 의하면 선캄브리아기 흑운모 편마암을 관입하며 그 접촉부에서 접촉 변성대를 형성하여 편마암과 유사한 엽리 구조를 나타내는 점이대가 형성되어 있으며 이런 접촉대는 청원군 문백면 다랭이 북부 국도변에서 관찰된다. 청원군 옥산면에 분포하는 반상 화강암은 현미경 하에서 주로 석영, 정장석, 사장석 및 흑운모로 구성되고 저어콘, 자철석이 수반된다. 증평 지질도폭(1977)에 의하면 반상 화강암의 중심부는 중립 내지 조립질, 연변부는 중립 내지 세립질이며 옥천 누층군을 관입하였다. 청주 지질도폭(1974)에 의하면 흑운모 호상편마암과 화강암질 편마암을 관입하였고, 이들에 광역변성작용을 가한 것으로 추정된다. 또한 흑운모 편암을 포획암(Xenolith)으로 가진다. 화강암의 구성 광물은 석영, 정장석, 흑운모, 각섬석 등이며 마그네슘, 칼슘의 수화작용(hydration) 등으로 인하여 풍화가 심하여 토양은 주로 사질 토양을 형성하고 저지대를 형성한다. 미원 지질도폭(1979)에 의하면 중립 내지 조립질이고 주요 구성 광물은 석영, 사장석, 정장석, 흑운모 및 각섬석 등이다.

## 춘천시
강원특별자치도 춘천시에서 화강암은 극단적으로 이중적인 지형을 보인다. 춘천시 중앙에 분포하는 춘천 화강암은 신북읍~시가지 지역에서 지형적으로 타원형의 저지대를 형성하고 가덕산 등 주변의 선캄브리아기 기반암으로 둘러싸여 있는 전형적인 화강암 차별 침식 분지의 형태를 보이나, 춘천시 북부에서는 이와는 반대로 용화산(877 m)에서 배후령을 지나 오봉산(777 m)에 이르는 높고 험준한 산지를 형성한다. 용화산 정상부에는 심지어 서울의 북한산과 같이 화강암 돌출부인 새남바위가 있다. 
춘천시의 화강암
- 오봉산 거북바위
- 오봉산 공주굴
- 구성폭포

## 충주시
중생대에 관입한 화강암류는 충주시 시가지와 충주시 북서부 엄정면, 소태면, 앙성면 지역에 넓게 분포하고 옥천 누층군 분포 지역을 국소적으로 관입하였다.

### 흑운모 화강암
흑운모 화강암(biotite granite)은 충주시 시내 동부지역(충주분지)과 대소원면, 노은면, 중앙탑면, 양성면, 소태면, 엄정면 일대에 광범위하게 분포하며 주로 저반(底盤)을 형성하고 있다. 주 구성 광물은 흑운모, 석영, 사장석이다.

### 백운모 화강암
백운모 화강암(Muscovite granite)은 동량면 서운리를 중심으로 암주(巖柱) 형태로 조선 누층군 석회암, 각섬석, 옥천 누층군 황강리층을 관입하고 있다. 백운모 화강암은 중립-조립질으로 흑운모가 없다.

### 화강반암
화강반암은 수안보면 수회리와 살미면 문강리의 경계선을 따라 옥천 누층군 황강리층을 관입하였다. 주 구성 광물은 각섬석, 석영, 사장석이다.

### 앙성온천
앙성온천은 충주시 앙성면 돈산리와 능암리 일대에 발달하는 돈산온천, 앙성탄산온천, 능암온천 등을 지칭한다. 이 지역에는 1990년대부터 탄산 온천들이 개발되어 왔다. 남측의 보련산에서 탄산천 방향의 산줄기를 따라 과거에 텅스텐-몰리브데넘 광산이 개발되었으며, 온천공의 심도는 500~1,000 m 범위이다. 이 지역의 지질은 고원생대 편마암류, 쥐라기 화강암과 백악기의 산성, 중성암맥 및 석영반암맥이 분포한다. 또한 앙성천을 따라 우수향 주향 이동 단층이 발달하며 문상호 외(2022)에 의해 '앙성 단층'으로 명명되었다. 음성군 감곡면 문촌리 일대에서 관찰된 이 단층은 수 미터 폭의 단층비지대와 단층각력대로 이루어진 고각의 단층대를 형성하며, 인접한 모암에 형성된 단층손상대의 폭은 수십 미터이다. 우수향으로 변위된 편마암과 화강암의 경계를 기준으로 측정된 이 단층의 수평 변위량은 최소 400 m 이상이다. 이 단층을 형성시킨 변형작용은 상기한 백악기 암맥류 또는 광맥을 배태시킨 단열대의 형성과 시공간적 및 운동학적으로 밀접한 관련이 있을 것으로 추정되며, 이 지역의 지하수 유동에도 상당한 영향을 준 것으로 해석된다. 탄산온천공들은 모두 중생대 쥐라기 화강암체 내에 분포하며, 서북서-동남동 방향의 앙성 단층과 북북동-남남서 방향의 단층이 만나는 지점에 위치하는 특징을 보인다. 탄산온천의 이산화탄소는 텅스텐-몰리브데넘 광화대에서 유래된 것으로 추정된다.

## 팔공산
팔공산을 구성하는 팔공산 화강암은 대구광역시 북부의 팔공산을 중심으로 북서-남동 방향의 장축을 가지고 타원체의 형태의 암주상 관입암체로 약 240 km2의 면적으로 노출되어 있는 불국사 화강암으로 등방성(等方性)의 중립질 흑운모-각섬석 화강암이 우세하나, 섬록암, 각섬석 화강암, 석영몬조니암, 화강반암의 화성암류도 소규모 산출되며 석영, 사장석, 알카리 장석, 흑운모, 각섬석의 광물로 구성된다.
팔공산 지역의 중력탐사 단면도에서 본 화강암은 최대 심도가 7 km와 5 km에 이르는 관입뿌리(feeders zone)를 가지고 있으며 최대 심도를 갖는 관입뿌리(feeder zone)는 현재 지표상에 노출된 화강암체의 중심으로부터 남서쪽에 위치한다. 팔공산 화강암의 전암 Sr-Rb 연대는 84±9 Ma (약 8400만 년 전)이고 흑운모와 알카리 장석에 대한 칼륨-아르곤 연대 측정 결과는 각각 71~72 Ma 및 43~44 Ma이다.
팔공산 화강암체의 후기 관입활동의 산물로서 화강암체 내와 혼펠스화된 퇴적암의 최외곽부에 열수광맥형 광산들이 산재해 있으며 이미 알려진 칠곡 광산 현재는 가행되는 않는 폐광산들이 다수 존재한다. 팔공산 화강암체는 경상 분지의 여러 지층을 관입하면서 주변에 쇄설성 퇴적암과의 접촉부에 다양한 형태의 접촉 변성대를 형성시켰다.
팔공산 단층(八公山 斷層, Palgongsan Fault)은 대구광역시 북부의 팔공산 화강암체를 절단하며 서북서 방향으로 발달하는 주향 이동 단층으로 가음 단층계의 일부이다. 단층면은 서북서 방향의 주향에 북으로 고각 경사하는 양상을 보인다. 장기홍 외(1997)의 연구에서는 의성소분지와 밀양소분지의 경계를 이루는 서북서 방향 팔공산 단층의 운동사를 제안하였다. 이들에 의하면 팔공산 북쪽에 분포하는 후평동층, 점곡층과 남쪽에 분포하는 칠곡층, 신라 역암층, 학봉 현무암이 형성될 팔공산 단층이 퇴적동시성 단층으로 운동하였으며, 단층 휴지기에 함안층과 진동층이 퇴적되고 유천층군의 화성활동이 발생한 후에 약 5.5 km 수평변위를 보이는 좌수향 주향이동 운동이 발생하였음을 보고하였다. 특히, 여러 백악기 화성암체들이 팔공산 단층의 연장을 따라 분포하고 있음을 토대로 이들이 팔공산 단층을 분출통로로 사용하였을 것으로 해석하였다. 팔공산 단층은 하산동층이 최대 5.5 km의 변위를 보이는 곳에서 가장 잘 관찰되며 동쪽으로는 경산시 하양읍에서 첨멸되나 서쪽의 첨멸 지점은 아직 불명이다.
불국사 화강암에 속하는 팔공산 화강암에 대해 최초로 얻어진 K-Ar 장석연령치는 73 Ma였고 이후 측정된 Rb-Sr 전암 연령은 백악기 후기 상파뉴절에 해당하는 82 Ma이다. 팔공산 주향이동 단층의 운동이 팔공산 화강암 관입 직후에 끝났고 팔공산 화강암이 고결(固結)된 시기를 82 Ma로 본다면 캄파니아 전기에 팔공산 단층의 활동은 끝났다고 보게 되므로 팔공산 단층 발달사의 기간은 백악기 알비절(Albian) 초에서 상파뉴절(Campanian) 전기까지 30 Ma이다.
팔공산 화강암
- 팔공산 관봉
- 팔공산 갓바위
- 비로봉 비석
- 삼성봉 비석
- 파계봉 비석
- 팔공산, 경산시 방향
- 팔공산 인봉
- 군위군 삼존석굴사(제2석굴암)

## 포천시

### 덕령산 화강암
덕령산 화강암(Precambrian Deokryeongsan Mt. Granite)은 포천 지질도폭(2005)에서 최초로 명명·보고된 암석으로 포천시 신북면 남부 심곡리 동부~덕령산(350 m)~가랑산(307 m)에서 암주(巖柱) 형태로 선캄브리아기 흑운모 편마암을 관입한 선캄브리아기의 화강암이다. 담홍색 내지 유백색을 띠는 이 암석은 전체적으로 엽리가 발달하며 알칼리장석이 2~5 cm 크기의 반정(斑晶)으로 포함된다.

### 명성산 화강암
명성산 화강암(Myeongseongsan Mt. Granite)은 명성산(922 m)을 중심으로 포천시 북부 지역에 분포하는 백악기의 화강암이다. 명성산 화강암은 포천시 관인면 북부, 영북면 운천리, 산정리, 영중면 북서부 지역에 분포하고 포천 단층에 의해 영북면 문암리와 야미리 지역에도 분포한다. 명성산 화강암은 대보 화강암 함석류석 흑운모 화강암을 관입하였는데 산정호수 남쪽의 정향교 부근에서 그 노두가 잘 관찰된다. 명성산 화강암은 산정 단층에 의해 우수향으로 3.5 km 이상 변위되어 있다. SHRIMP U-Pb 저어콘 연대 측정 결과는 112±2 Ma (백악기 전기 압트절~알비절)이다.
오홍석(2010)은 명성산 화강암에 대해 주성분원소, 미량원소 및 희토류원소에 대한 지화학적 연구를 실시하여, 명성산 화강암을 형성한 마그마는 중생대 백악기 고태평양판(이자나기판)이 섭입하여 압축 응력이 작용하는 대륙 주변부의 화산호 환경에서 생성된 것으로 설명하였다.
이은지 외(2017)는 명성산 화강암에 대해 상세한 야외 조사를 실시한 결과 명성산 화강암이 담홍색의 흑운모 몬조 화강암(Biotite monzogranite)과 함께, 백색을 띠는 흑운모 알칼리 화강암(Biotite alkaligranite)이 소규모로 산출되는 것을 보고하였다. 이들은 서로 혼재되어 나타나며, 동일한 마그마로부터 분별정출작용에 의해 생성되었다.

### 포천석
경기도 포천시는 익산시, 거창군과 함께 국내 3대 화강암 생산지로 이곳에서 생산되는 화강암은 소위 포천석이라 불린다. 포천시에 분포하는 화강암은 쥐라기 대보 화강암으로 포천 지질도폭(2005)에서 흑운모 화강암(184.0±1.5 Ma), 각섬석화강섬록암(171.5±1.1 Ma), 복운모 화강암 등으로 분류되었다. 주)삼지석재공업에서 생산한 포천 화강암의 탄성 계수는 48~62 GPa, 인장 강도는 6.9~8.5 MPa, 탄성파 속도는 3,200~3,600 m/s 로 측정되었다.

### 포천 아트밸리
포천 일대에서 생산된 포천석은 단단한 재질과 화강암의 고유 무늬를 간직하고 있어 청와대, 국회의사당, 인천국제공항 등 다양한 건축물의 건축 자재로 쓰였다. 채석이 끝난 후 포천의 산은 폐허로 방치되었고 폐허의 채석장은 포천의 도시 이미지를 저해하고, 환경을 파괴하는 애물단지로 전락하였다. 이에 포천시는 2003년부터 버려져 방치되어 있었던 포천시 신북면 기지리 폐채석장의 환경을 복원하여 복합 문화예술공간인 포천 아트밸리를 조성하였다.
포천 아트밸리의 화강암
- 포천 아트밸리 채석장의 흔적을 보여주는 천공흔적
- 채석장을 뒤로한 중앙무대
- 무대에서 관객석을 바라본 모습
- 중앙무대 전경
- 채석장의 흔적을 보여주는 천공흔적
- 포천 아트밸리 천주호
- 포천 아트밸리 천주호
- 천주호 전경

## 평창군
평창군 내에서 화강암은 평창군 북부 태기산, 양구두미재, 봉평면, 용평면, 대관령면 지역에서 거의 영동고속도로를 따라가는 형태로 분포하며, 서쪽으로는 태기산을 넘어 횡성군·원주시 지역으로, 동쪽으로는 대관령을 넘어 강릉시 지역으로 연장된다. 이는 전라남도 지역에서부터 이어져 온 거대한 대보 화강암체의 일부로 창동 지질도폭(1995)에서는 각섬석흑운모화강섬록암, 오대산 지질도폭(1975)에서는 흑운모 화강암으로 분류하였다. 이외에 평창군 방림면 운교리와 평창읍 조둔리 지역에 고립 분포하는 소규모 쥐라기 화강암이 있다. 

### 암상
오대산 지질도폭(1975)의 흑운모 화강암(Jurassic biotite granite)은 평창군 북동부 진부면과 대관령면 중부에 분포하는 대보 화강암이다. 오대산 지역의 선캄브리아기 호상 미그마타이트질 편마암을 관입하였고 양자는 뚜렷한 관입 접촉면을 보여 주는 곳도 있으나 월정사 부근 하상에서 관찰되는 바와 같이 100 m 에 달하는 접촉대를 보이기도 한다. 흑운모 화강암에 포획된 암편(巖片)의 크기는 보통 30 cm 내외이나 1 m 에 달하는 것도 있다. 흑운모 화강암 내에는 북서 20~북동 20°및 북동 60북서 70° 방향의 수직 절리들이 발달한다. 주요 구성 광물은 정장석, 미사장석, 사장석, 석영과 흑운모이다.
창동 지질도폭(1995)의 각섬석흑운모화강섬록암(hornblende-biotite granite diorite)은 사장석, 알칼리 장석, 석영, 흑운모, 각섬석, 녹렴석, 인회석, 저어콘 등으로 구성된다. 칼륨-아르곤 연대 측정 결과는 흑운모 157~174 Ma (쥐라기 중기 알레니안~칼로비안), 각섬석 187~203 Ma (트라이아스기~쥐라기 전기 플리엔스바치안)으로 창동 지질도폭에서는 트라이아스기의 화강암으로 추정하였다.

### 지하수
평창군 봉평면 진조리의 해태htb 평창공장(도로명주소: 평창군 봉평면 진조길 227-35 / 지번: 봉평면 진조리 산 139)은 각섬석흑운모화강섬록암의 지하수를 생산하는 공장으로 7개 취수공에서 일 982톤의 먹는샘물을 생산하여 강원 평창수 등 5종의 생수를 생산한다. 이곳에서 생산되는 강원 평창수의 상표권은 코카콜라 컴퍼니로 이전되었다.

### 노두
평창군 봉평면 유포리(북위 37° 30′ 44.3″ 동경 128° 21′ 04.5″ / 북위 37.512306°  동경 128.351250° )와 용평면 재산리(북위 37° 32′ 58.8″ 동경 128° 25′ 26.1″ / 북위 37.549667°  동경 128.423917° ) 및 봉평면 면온리 거품소길 도로변(북위 37° 33′ 37.3″ 동경 128° 23′ 17.4″ / 북위 37.560361°  동경 128.388167° )에서 화강암의 노두가 발견되었다.
평창군의 화강암
- 대관령 옛길의 화강암
- 평창군 봉평면 면온리 거품소길 도로변
북위 37° 33′ 37.3″ 동경 128° 23′ 17.4″ / 북위 37.560361°  동경 128.388167°
- 근경

## 같이 보기
- 한국의 지질
  - 경기 지괴/경기 육괴
  - 영남 지괴/영남 육괴
  - 경상 분지
- 화강암
- 편마암
- 암맥